# Mistrovství světa juniorů v orientačním běhu 2013
24. Mistrovství světa juniorů v orientačním běhu proběhlo v Česku ve dnech 30. června až 7. července 2013. Centrum závodů MSJ bylo ve městě Hradec Králové, které leží na soutoku Labe s Orlicí. Nejúspěšnější reprezentací bylo Švédsko se ziskem 8 medailí (2, 4, 2), před Českem (2, 1, 0) a třetím Švýcarskem (1, 1, 0).
Česká televize přenášela dva závody přímým přenosem a připravila závěrečný souhrn. 
- Krátká trať - Middle (88 minut)
- Štafety (126 minut)
- Závěrečné ohlédnutí (61 minut)

## Program závodů
Oficiální program závodů dle Bulletinu 4.
| Den    | Závod                                 | Centrum závodu             |
| ------ | ------------------------------------- | -------------------------- |
| 30. 6. | Zahajovací ceremoniál                 | Hradec Králové             |
| 1. 7.  | Long                                  | Odolov                     |
| 2. 7.  | Middle - kvalifikace                  | Radvanice                  |
| 3. 7.  | Middle - finále                       | Radvanice                  |
| 4. 7.  | Volný den; Long a Middle ceremoniál   | Hradec Králové             |
| 5. 7.  | Sprint                                | Hradec Králové             |
| 6. 7.  | Štafety; závěrečný ceremoniál, banket | Hoděšovice; Hradec Králové |

## Účastníci
Mistrovství se zúčastnili sportovci ze 39 členských výprav Mezinárodní federace orientačního běhu, kteří se utkali o 8 medailových sad a celkem 36 medailí.
Z celkového počtu 330 závodníků bylo 177 mužů a 153 žen.
- Austrálie (6+6)
- Belgie (6+4)
- Bělorusko (0+1)
- Bulharsko (2+3)
- Čína (5+4)
- Česko (6+6)
- Dánsko (6+6)
- Estonsko (3+4)
- Finsko (6+6)
- Francie (6+5)
- Hongkong (6+6)
- Irsko (4+2)
- Izrael (2+1)
- Itálie (6+4)
- Japonsko (6+5)
- Jižní Afrika (3+1)
- Kanada (4+4)
- Litva (6+3)
- Lotyšsko (5+3)
- Maďarsko (6+4)
- Moldavsko (2+1)
- Německo (3+3)
- Nový Zéland (6+6)
- Norsko (6+6)
- Polsko (6+6)
- Portugalsko (1+2)
- Rakousko (6+6)
- Rumunsko (3+1)
- Rusko (6+6)
- Slovensko (4+4)
- Slovinsko (0+1)
- Španělsko (4+4)
- Švédsko (6+6)
- Švýcarsko (6+6)
- Turecko (4+2)
- Ukrajina (6+4)
- Spojené království (6+6)
- Spojené státy americké (6+6)

## Medailové pořadí podle zemí
Pořadí zúčastněných zemí podle získaných medailí v jednotlivých závodech mistrovství (tzv. olympijské hodnocení). 
| Medailové pořadí podle zemí | Medailové pořadí podle zemí | Medailové pořadí podle zemí | Medailové pořadí podle zemí | Medailové pořadí podle zemí | Medailové pořadí podle zemí |
| Pořadí                      | Stát                        | Zlatá medaile               | Stříbrná medaile            | Bronzová medaile            | Celkem                      |
| --------------------------- | --------------------------- | --------------------------- | --------------------------- | --------------------------- | --------------------------- |
| 1                           | Švédsko                     | 2                           | 4                           | 2                           | 8                           |
| 2                           | Česko                       | 2                           | 1                           | -                           | 3                           |
| 3                           | Švýcarsko                   | 1                           | 1                           | -                           | 2                           |
| 3.                          | Dánsko                      | 1                           | 1                           | -                           | 3                           |
| 5                           | Norsko                      | 1                           | -                           | 1                           | 2                           |
| 6                           | Polsko                      | 1                           | -                           | -                           | 1                           |
| 7                           | Finsko                      | -                           | 2                           | -                           | 2                           |
| 8                           | Rusko                       | -                           | -                           | 3                           | 3                           |
| 9                           | Nový Zéland                 | -                           | -                           | 1                           | 1                           |
| 9                           | Bělorusko                   | -                           | -                           | 1                           | 1                           |

## Závod na klasické trati (Long)

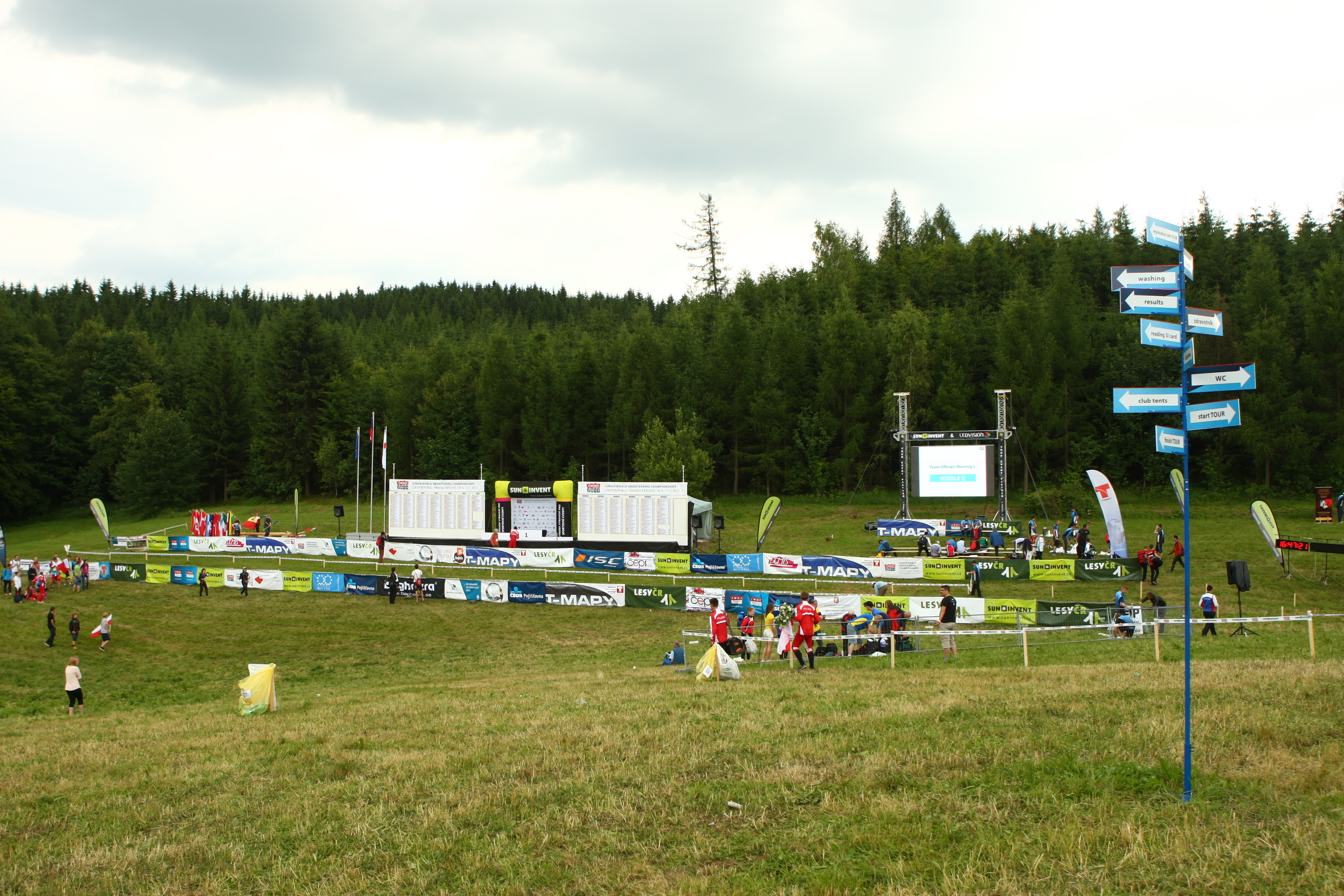
Aréna závodu
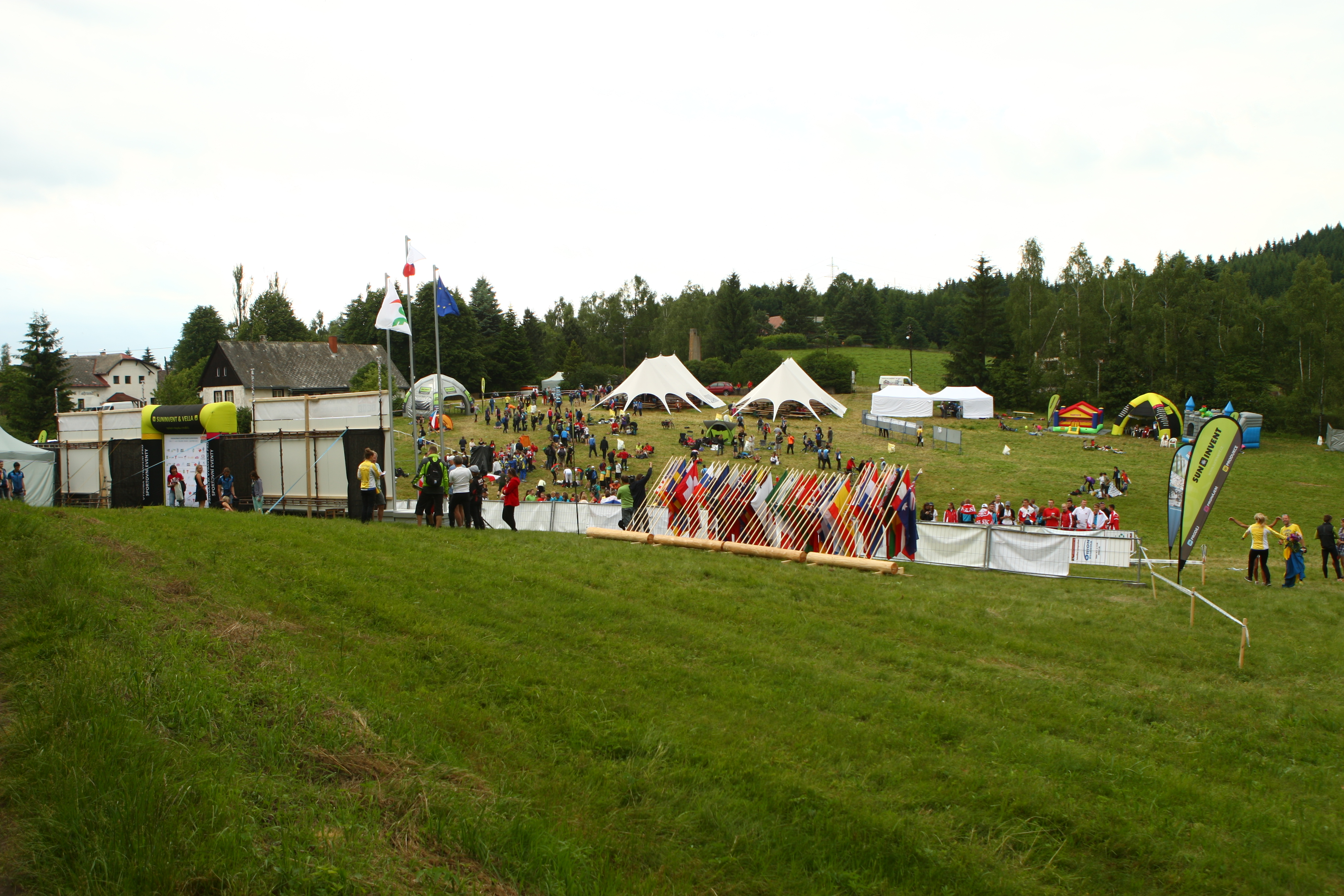
Aréna závodu
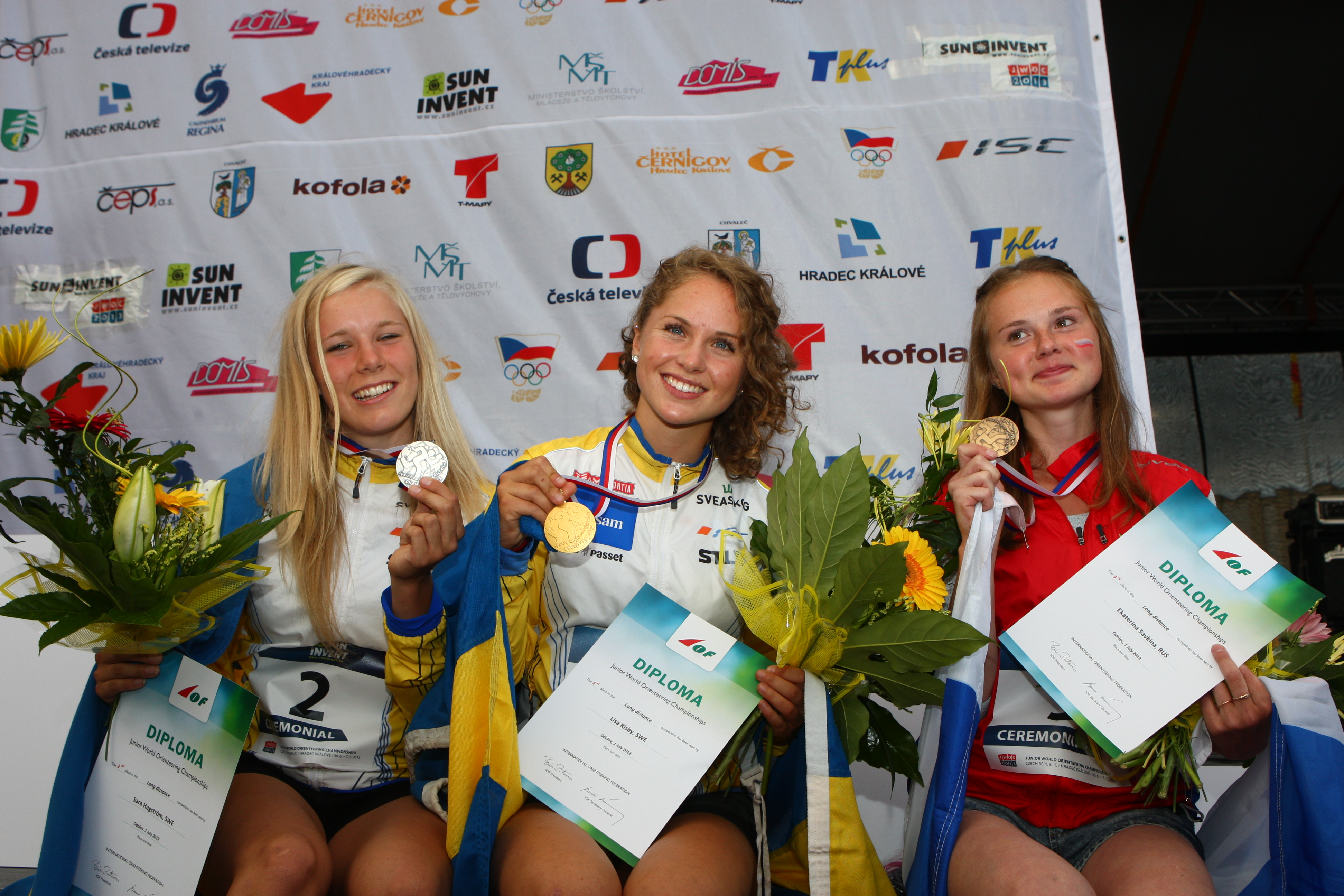
Vyhlášení ženy
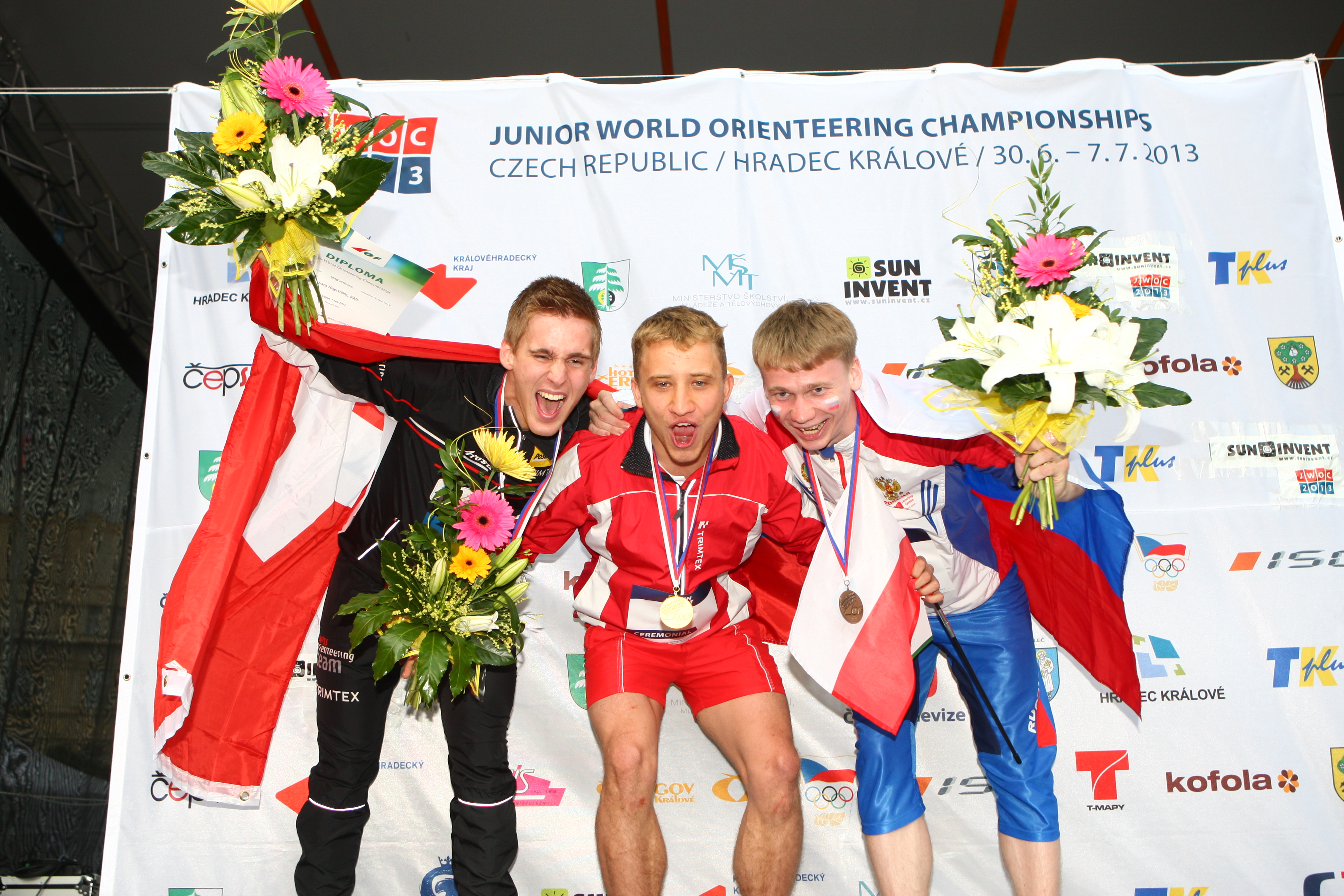
Vyhlášení muži

| Zkrácené výsledky | Zkrácené výsledky | Zkrácené výsledky | Zkrácené výsledky | Zkrácené výsledky | Zkrácené výsledky | Zkrácené výsledky | Zkrácené výsledky |
| Muži | Muži | Muži | Muži | Ženy | Ženy | Ženy | Ženy |
| --- | --- | --- | --- | --- | --- | --- | --- |
| - Traťové parametry: 9,9 km, 21 kontrol, 620 m převýšení. - Mapa: Švédský vrch 1:15 000 E = 5 m - Stavitel tratí: Radek Novotný | - Traťové parametry: 9,9 km, 21 kontrol, 620 m převýšení. - Mapa: Švédský vrch 1:15 000 E = 5 m - Stavitel tratí: Radek Novotný | - Traťové parametry: 9,9 km, 21 kontrol, 620 m převýšení. - Mapa: Švédský vrch 1:15 000 E = 5 m - Stavitel tratí: Radek Novotný | - Traťové parametry: 9,9 km, 21 kontrol, 620 m převýšení. - Mapa: Švédský vrch 1:15 000 E = 5 m - Stavitel tratí: Radek Novotný | - Traťové parametry: 7,1 km, 15 kontrol, 470 m převýšení. - Mapa: Švédský vrch 1:15 000 E = 5 m - Stavitel tratí: Radek Novotný | - Traťové parametry: 7,1 km, 15 kontrol, 470 m převýšení. - Mapa: Švédský vrch 1:15 000 E = 5 m - Stavitel tratí: Radek Novotný | - Traťové parametry: 7,1 km, 15 kontrol, 470 m převýšení. - Mapa: Švédský vrch 1:15 000 E = 5 m - Stavitel tratí: Radek Novotný | - Traťové parametry: 7,1 km, 15 kontrol, 470 m převýšení. - Mapa: Švédský vrch 1:15 000 E = 5 m - Stavitel tratí: Radek Novotný |
| Umístění | Jméno | Čas | Ztráta | Umístění | Jméno | Čas | Ztráta |
| Zlatá medaile | Piotr Parfianowicz | 1:09:21 | | Zlatá medaile | Lisa Risbyová | 1:00:42 | |
| Stříbrná medaile | Florian Schneider | 1:10:37 | + 0:01:16 | Stříbrná medaile | Sara Hagströmová | 1:01:29 | + 0:00:47 |
| Bronzová medaile | Andrej Kozyrev | 1:11:44 | + 0:02:23 | Bronzová medaile | Ekaterina Savkinaová | 1:01:36 | + 0:00:54 |
| 4 | Borger Melsom | 1:11:53 | + 0:02:32 | 4 | Isia Bassetová | 1:02:15 | + 0:01:33 |
| 5 | Christoph Meier | 1:12:17 | + 0:02:56 | 5 | Ita Klingenbergová | 1:04:17 | + 0:03:35 |
| 6 | Anton Johansson | 1:13:04 | + 0:03:43 | 6 | Cecilie Friberg Klysnerová | 1:04:30 | + 0:03:48 |

## Závod na krátké trati (Middle)

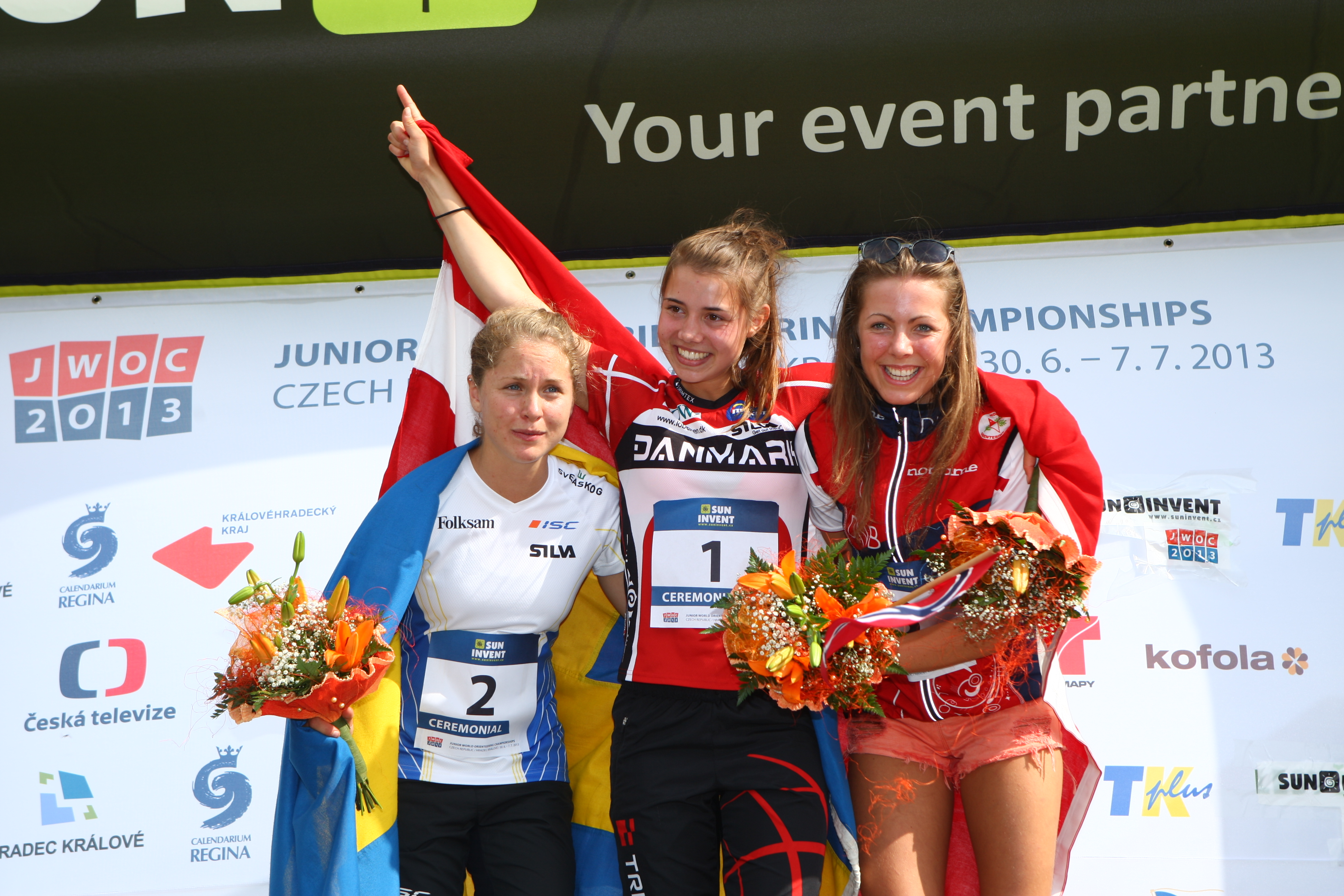
Vyhlášení závodu žen
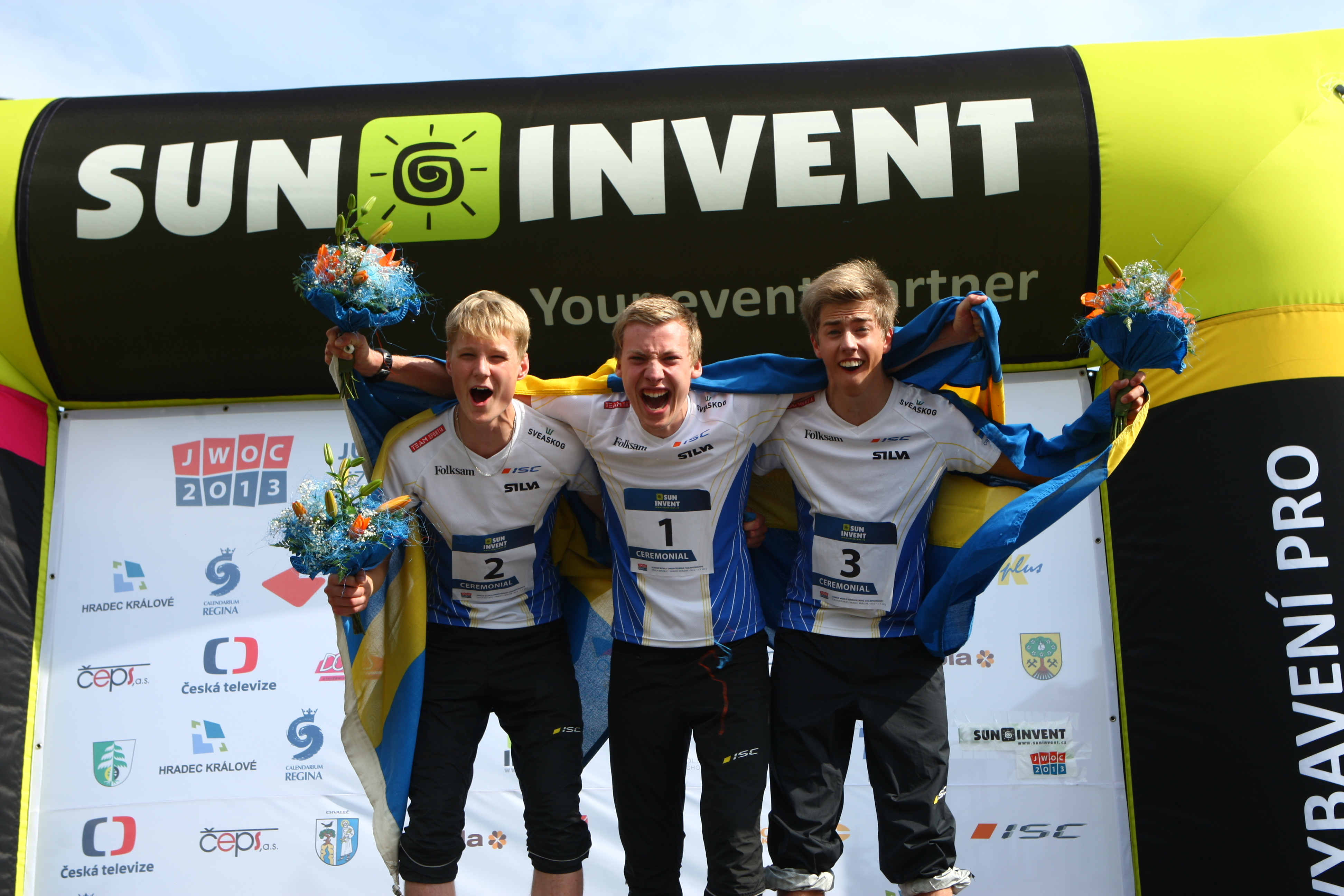
Vyhlášení závodu mužů
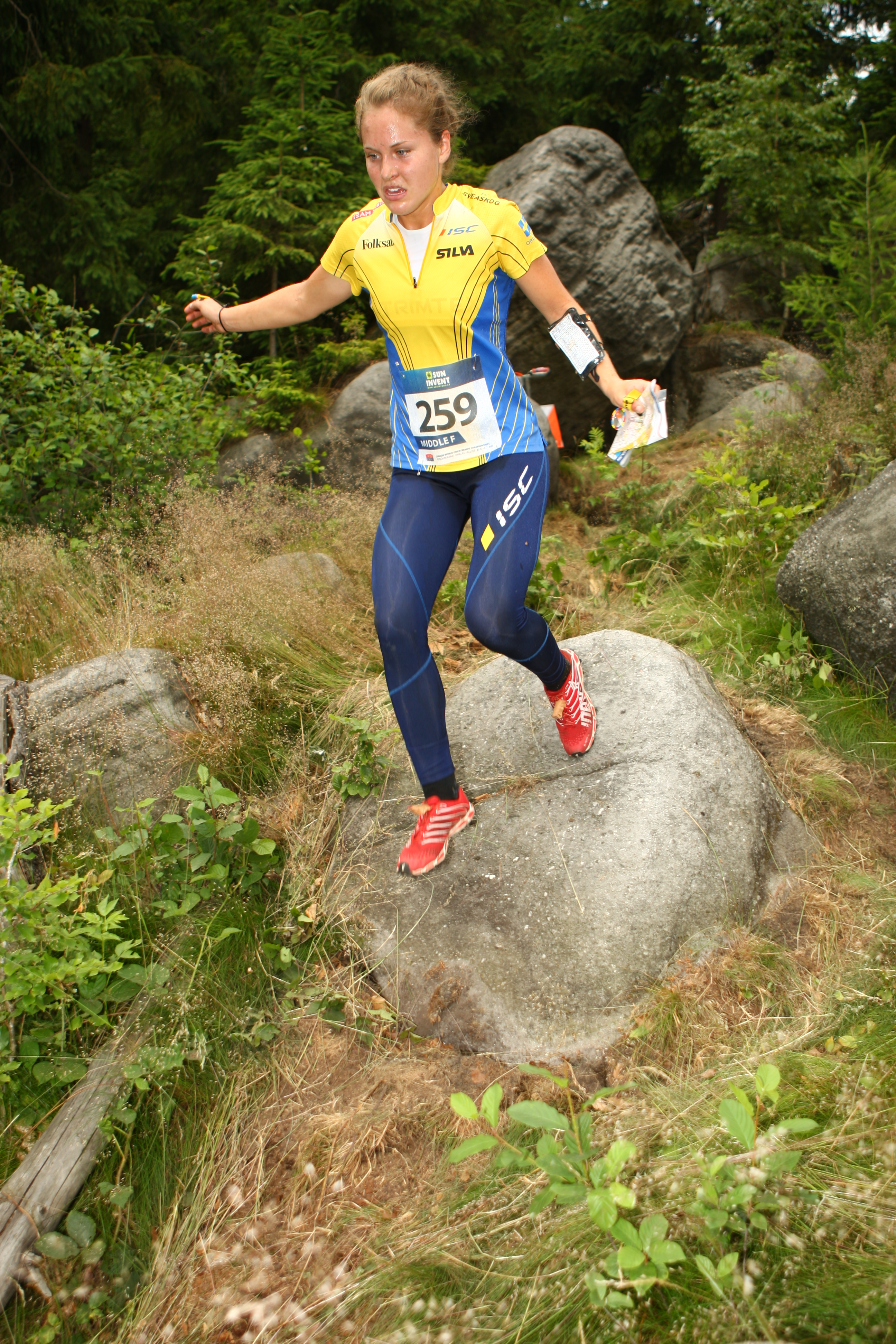
Lisa Risby, Švédsko
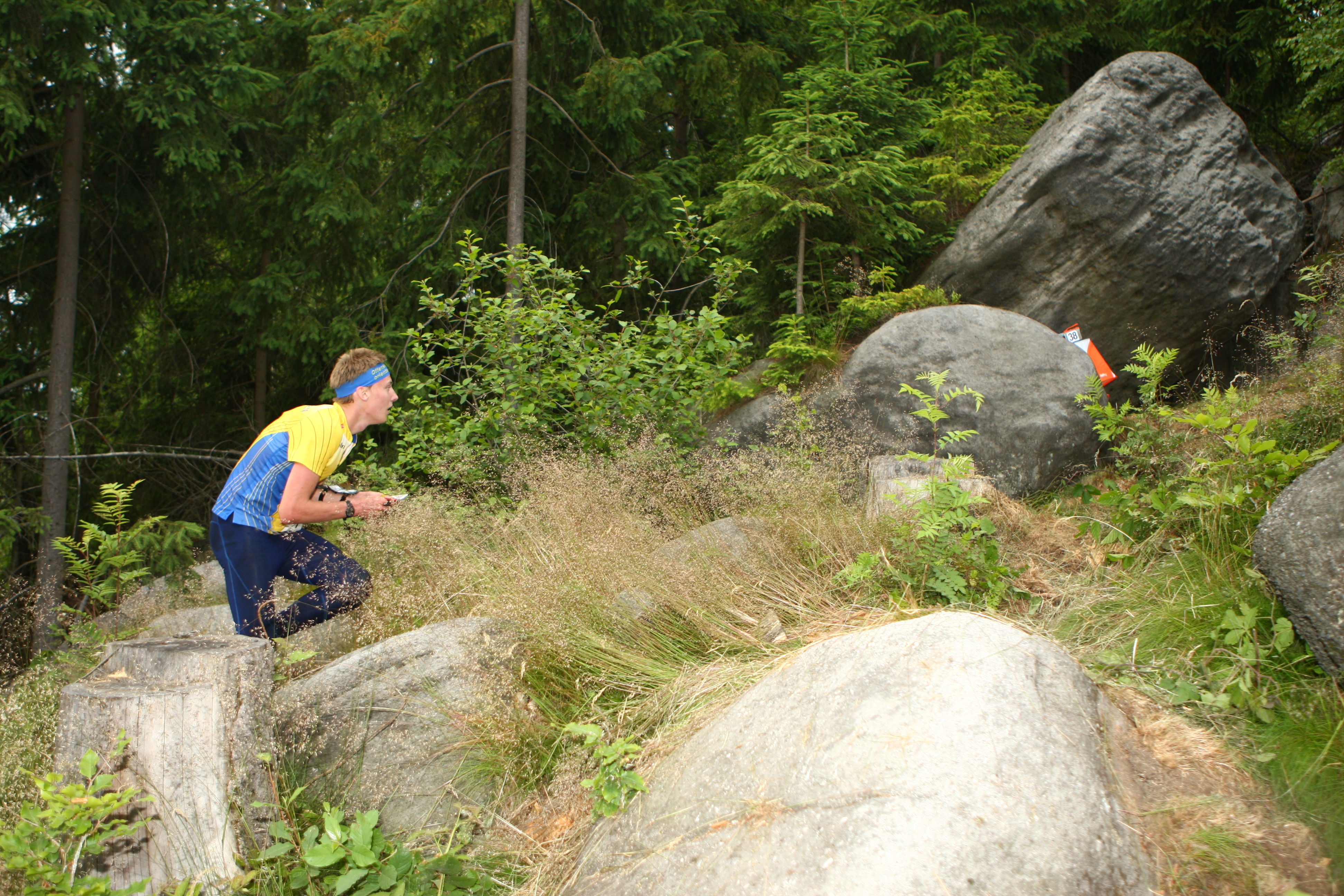
Emil Svensk, Švédsko

| Zkrácené výsledky | Zkrácené výsledky | Zkrácené výsledky | Zkrácené výsledky | Zkrácené výsledky | Zkrácené výsledky | Zkrácené výsledky | Zkrácené výsledky |
| Muži | Muži | Muži | Muži | Ženy | Ženy | Ženy | Ženy |
| --- | --- | --- | --- | --- | --- | --- | --- |
| - Traťové parametry: 3,6 km, 17 kontrol, 120 m převýšení. - Mapa: Závora jih 1:10 000 E = 5 m - Stavitel tratí: Michal Jedlička | - Traťové parametry: 3,6 km, 17 kontrol, 120 m převýšení. - Mapa: Závora jih 1:10 000 E = 5 m - Stavitel tratí: Michal Jedlička | - Traťové parametry: 3,6 km, 17 kontrol, 120 m převýšení. - Mapa: Závora jih 1:10 000 E = 5 m - Stavitel tratí: Michal Jedlička | - Traťové parametry: 3,6 km, 17 kontrol, 120 m převýšení. - Mapa: Závora jih 1:10 000 E = 5 m - Stavitel tratí: Michal Jedlička | - Traťové parametry: 3,0 km, 12 kontrol, 110 m převýšení. - Mapa: Závora jih 1:10 000 E = 5 m - Stavitel tratí: Michal Jedlička | - Traťové parametry: 3,0 km, 12 kontrol, 110 m převýšení. - Mapa: Závora jih 1:10 000 E = 5 m - Stavitel tratí: Michal Jedlička | - Traťové parametry: 3,0 km, 12 kontrol, 110 m převýšení. - Mapa: Závora jih 1:10 000 E = 5 m - Stavitel tratí: Michal Jedlička | - Traťové parametry: 3,0 km, 12 kontrol, 110 m převýšení. - Mapa: Závora jih 1:10 000 E = 5 m - Stavitel tratí: Michal Jedlička |
| Umístění | Jméno | Čas | Ztráta | Umístění | Jméno | Čas | Ztráta |
| Zlatá medaile | Emil Svensk | 0:24:32 | | Zlatá medaile | Miri Thrane Ødumová | 0:25:05 | |
| Stříbrná medaile | Anton Johansson | 0:24:33 | + 0:00:01 | Stříbrná medaile | Lisa Risbyová | 0:25:36 | + 0:00:31 |
| Bronzová medaile | Jens Wängdahl | 0:24:41 | + 0:00:09 | Bronzová medaile | Mathilde Rundhaugová | 0:25:45 | + 0:00:40 |
| 4 | Aleksi Anttolainen | 0:24:45 | + 0:00:13 | 4 | Anna Haatajaová | 0:25:51 | + 0:00:46 |
| 5 | Borger Melsom | 0:25:06 | + 0:00:34 | 5 | Isia Bassetová | 0:26:13 | + 0:01:08 |
| 6 | Marek Minář | 0:25:13 | + 0:00:41 | 6 | Gunvor Hov Høydalová | 0:26:14 | + 0:01:09 |

## Závod ve sprintu

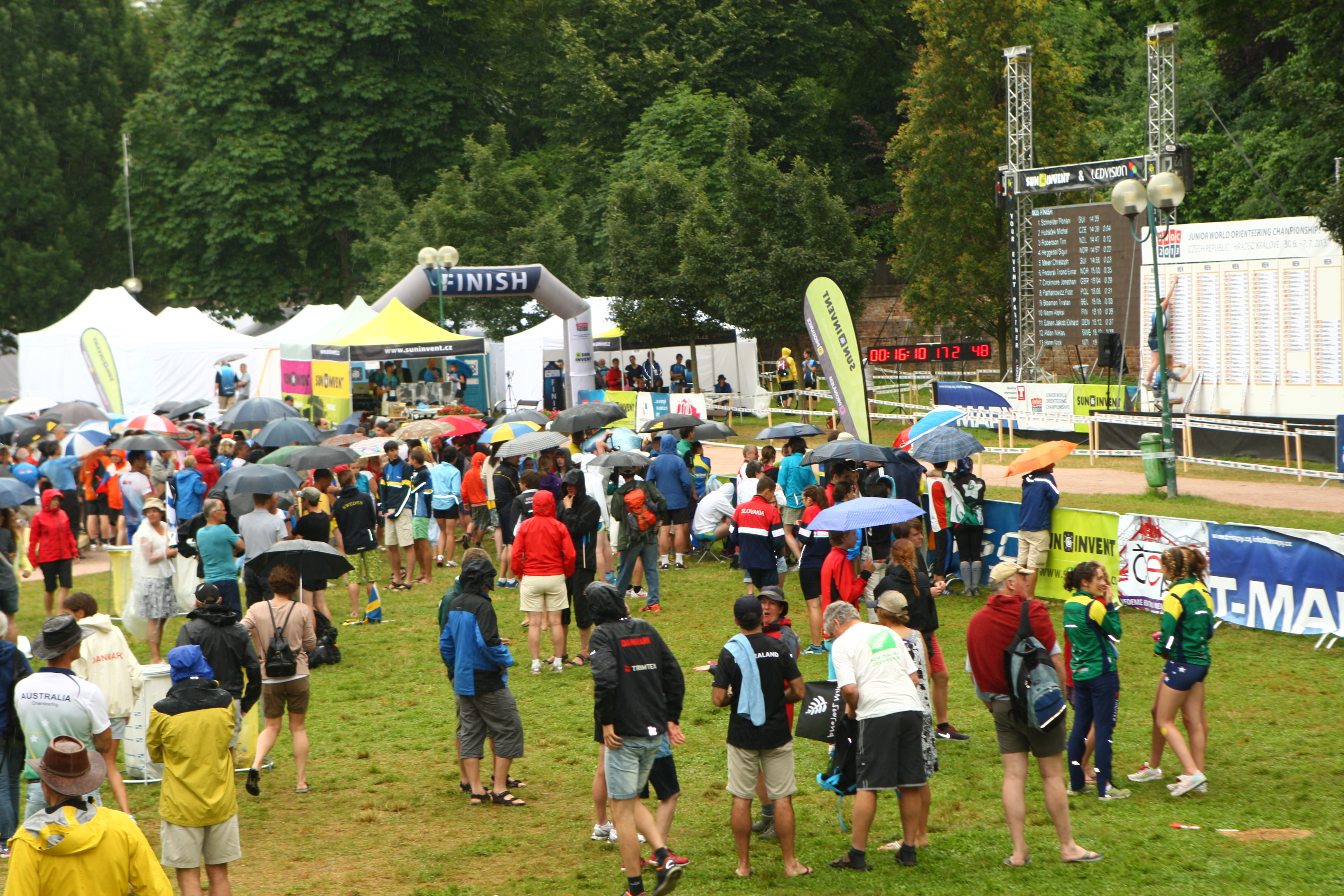
Aréna závodu
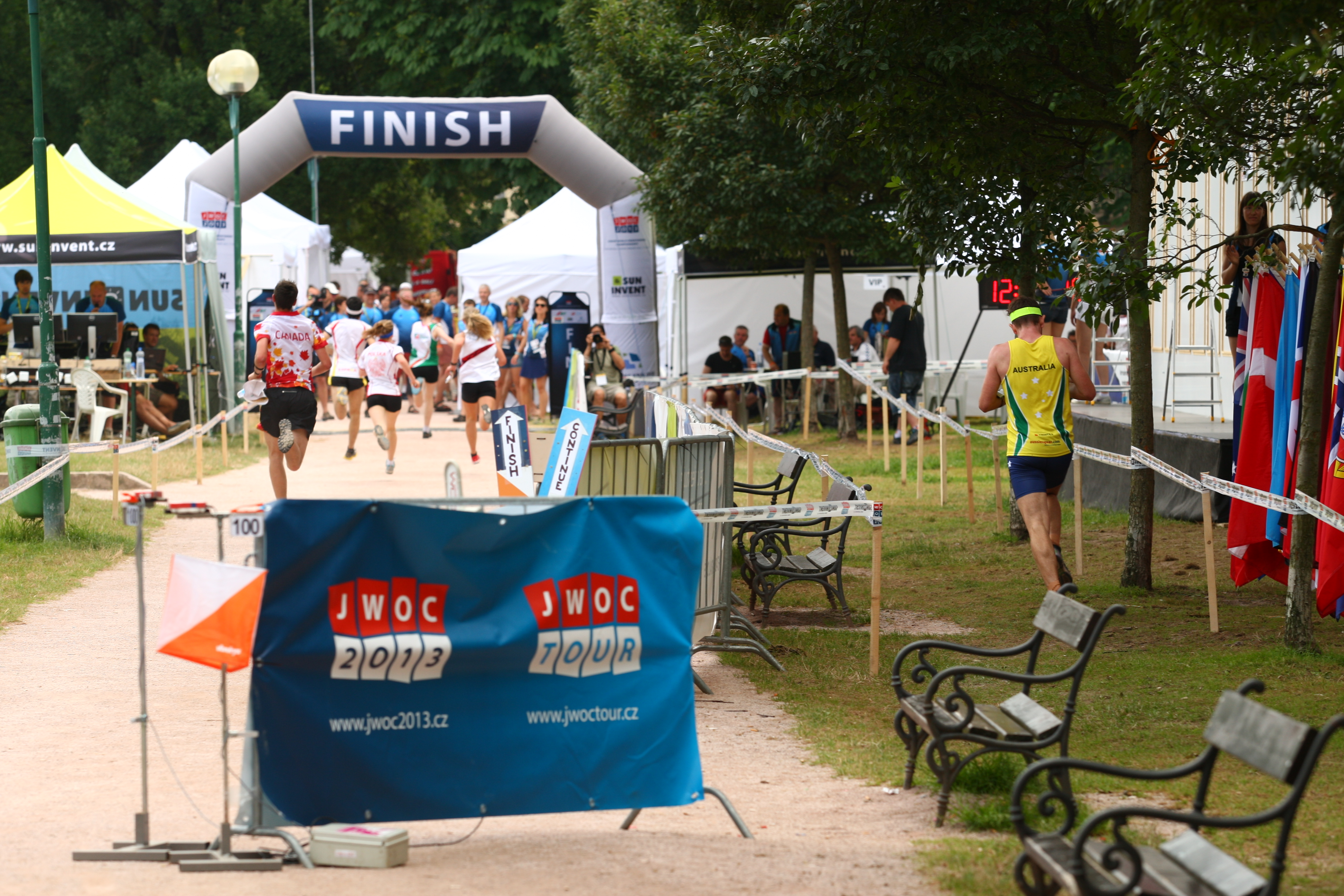
Cíl a divácký úsek
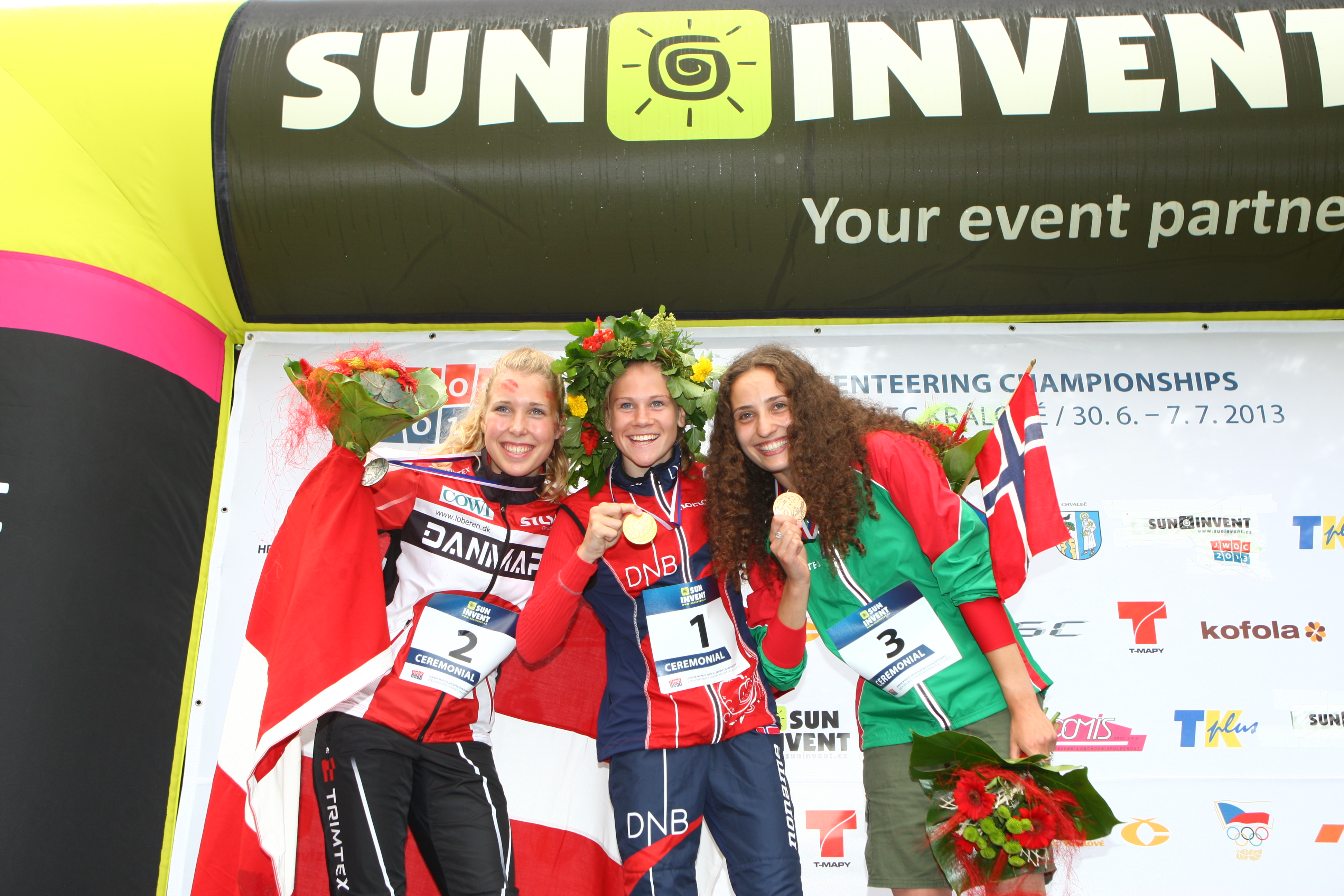
Vítězky závodu žen
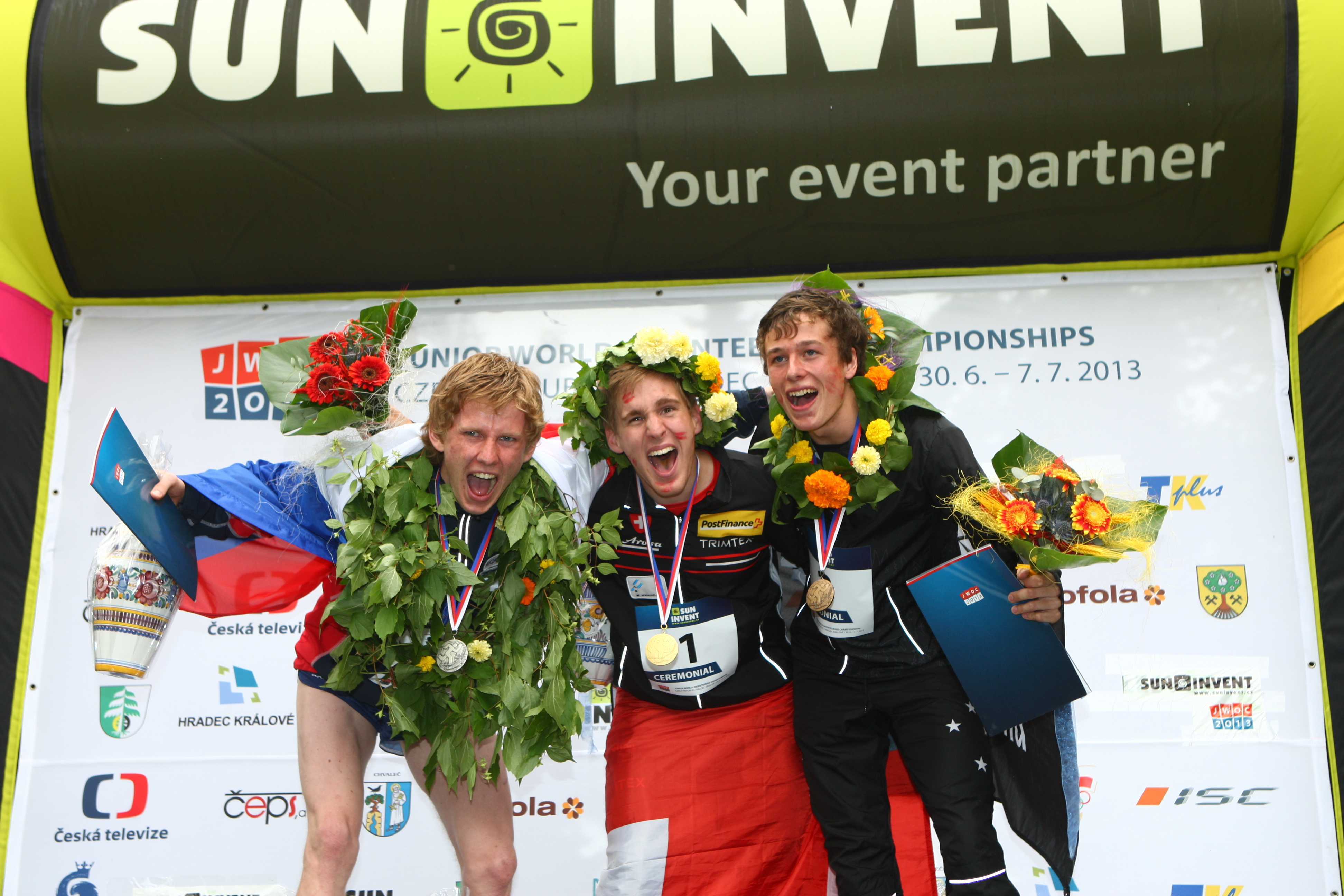
Vítězové závodu mužů

| Zkrácené výsledky | Zkrácené výsledky | Zkrácené výsledky | Zkrácené výsledky | Zkrácené výsledky | Zkrácené výsledky | Zkrácené výsledky | Zkrácené výsledky |
| Muži | Muži | Muži | Muži | Ženy | Ženy | Ženy | Ženy |
| --- | --- | --- | --- | --- | --- | --- | --- |
| - Traťové parametry: 3,9 km, 21 kontrol, 60 m převýšení. - Mapa: Hradec Králové 1:4 000 E = 2,5 m - Stavitel tratí: Radek Novotný | - Traťové parametry: 3,9 km, 21 kontrol, 60 m převýšení. - Mapa: Hradec Králové 1:4 000 E = 2,5 m - Stavitel tratí: Radek Novotný | - Traťové parametry: 3,9 km, 21 kontrol, 60 m převýšení. - Mapa: Hradec Králové 1:4 000 E = 2,5 m - Stavitel tratí: Radek Novotný | - Traťové parametry: 3,9 km, 21 kontrol, 60 m převýšení. - Mapa: Hradec Králové 1:4 000 E = 2,5 m - Stavitel tratí: Radek Novotný | - Traťové parametry: 3,0 km, 19 kontrol, 56 m převýšení. - Mapa: Hradec Králové 1:4 000 E = 2,5 m - Stavitel tratí: Radek Novotný | - Traťové parametry: 3,0 km, 19 kontrol, 56 m převýšení. - Mapa: Hradec Králové 1:4 000 E = 2,5 m - Stavitel tratí: Radek Novotný | - Traťové parametry: 3,0 km, 19 kontrol, 56 m převýšení. - Mapa: Hradec Králové 1:4 000 E = 2,5 m - Stavitel tratí: Radek Novotný | - Traťové parametry: 3,0 km, 19 kontrol, 56 m převýšení. - Mapa: Hradec Králové 1:4 000 E = 2,5 m - Stavitel tratí: Radek Novotný |
| Umístění | Jméno | Čas | Ztráta | Umístění | Jméno | Čas | Ztráta |
| Zlatá medaile | Florian Schneider | 0:14:35 | | Zlatá medaile | Heidi Mårtenssonová | 0:14:33 | |
| Stříbrná medaile | Michal Hubáček | 0:14:39 | + 0:00:04 | Stříbrná medaile | Nicoline Friberg Klysnerová | 0:14:45 | + 0:00:12 |
| Bronzová medaile | Tim Robertson | 0:14:47 | + 0:00:12 | Bronzová medaile | Anastasija Denisovová | 0:14:48 | + 0:00:15 |
| 4 | Sigur Heggedal | 0:14:57 | + 0:00:22 | 4 | Ekaterina Savkinaová | 0:14:49 | + 0:00:16 |
| 5 | Christoph Meier | 0:14:58 | + 0:00:23 | 5 | Andrine Benjaminsenová | 0:14:52 | + 0:00:19 |
| 6 | Trond Einar Moen Pedersli | 0:15:00 | + 0:00:25 | 6 | Frida Sandbergová | 0:14:59 | + 0:00:26 |

## Štafetový závod
Závod štafet měl arénu u Hoděšovic 12 km JV od Hradce Králové. Ženy vyběhly na trať v 10 hodin, muži ve 12:00. Závod se nakonec stal především českou záležitostí - mužská štafeta s přehledem zvítězila, ženy sice doběhly na druhém místě, ale norská štafeta neměla v pořádku ražení a tak nakonec vítězství patřilo české štafetě.

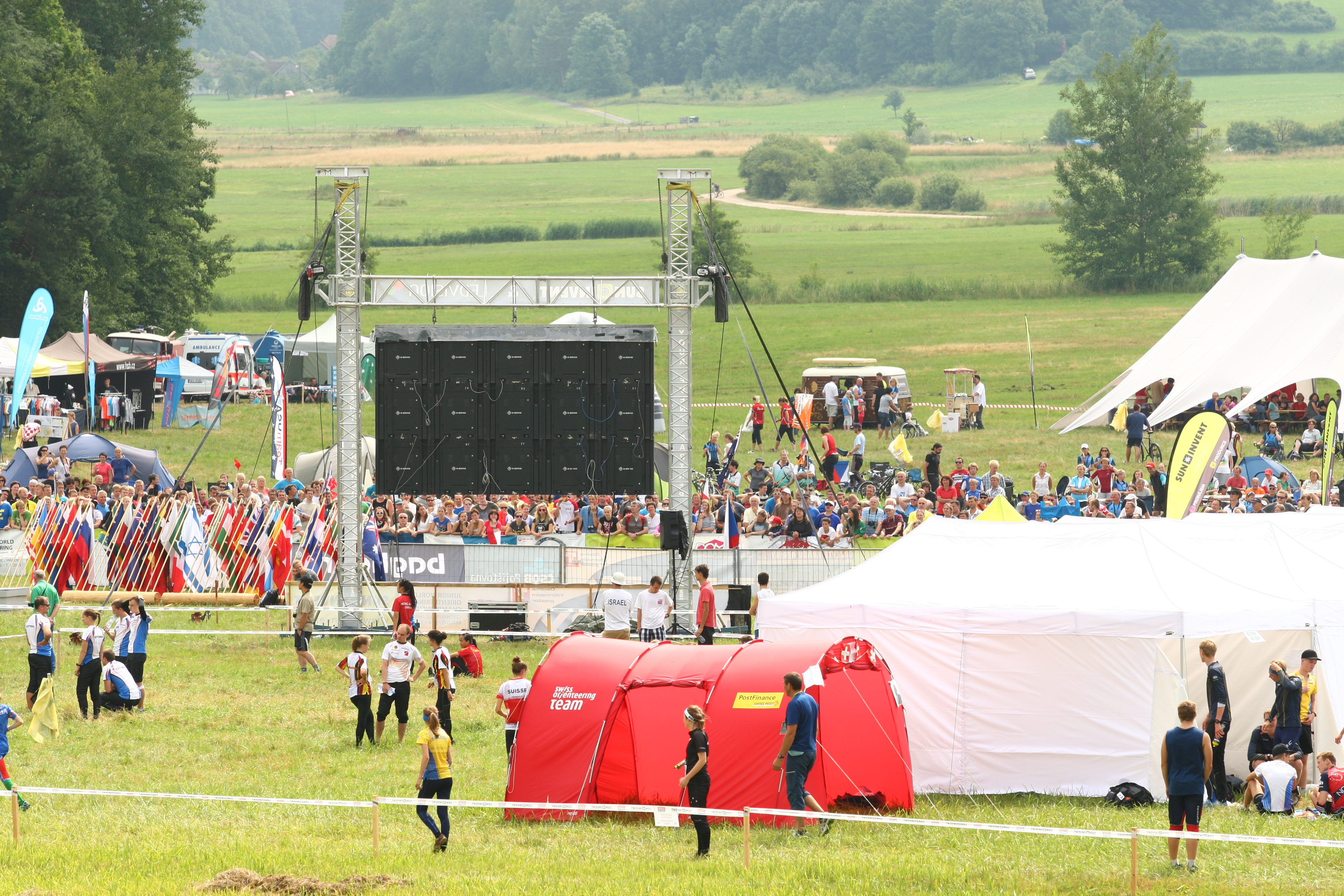
Aréna
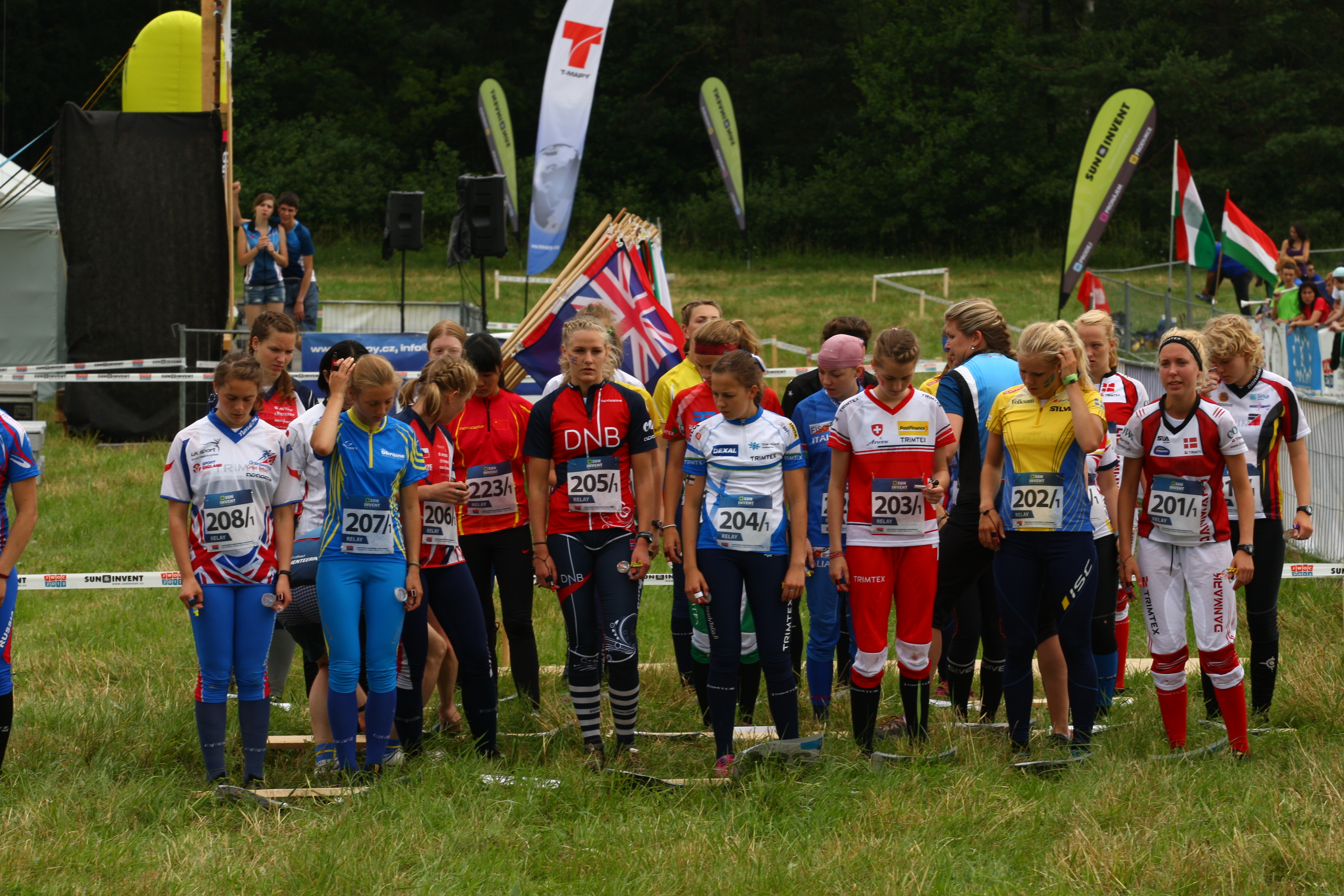
Start žen
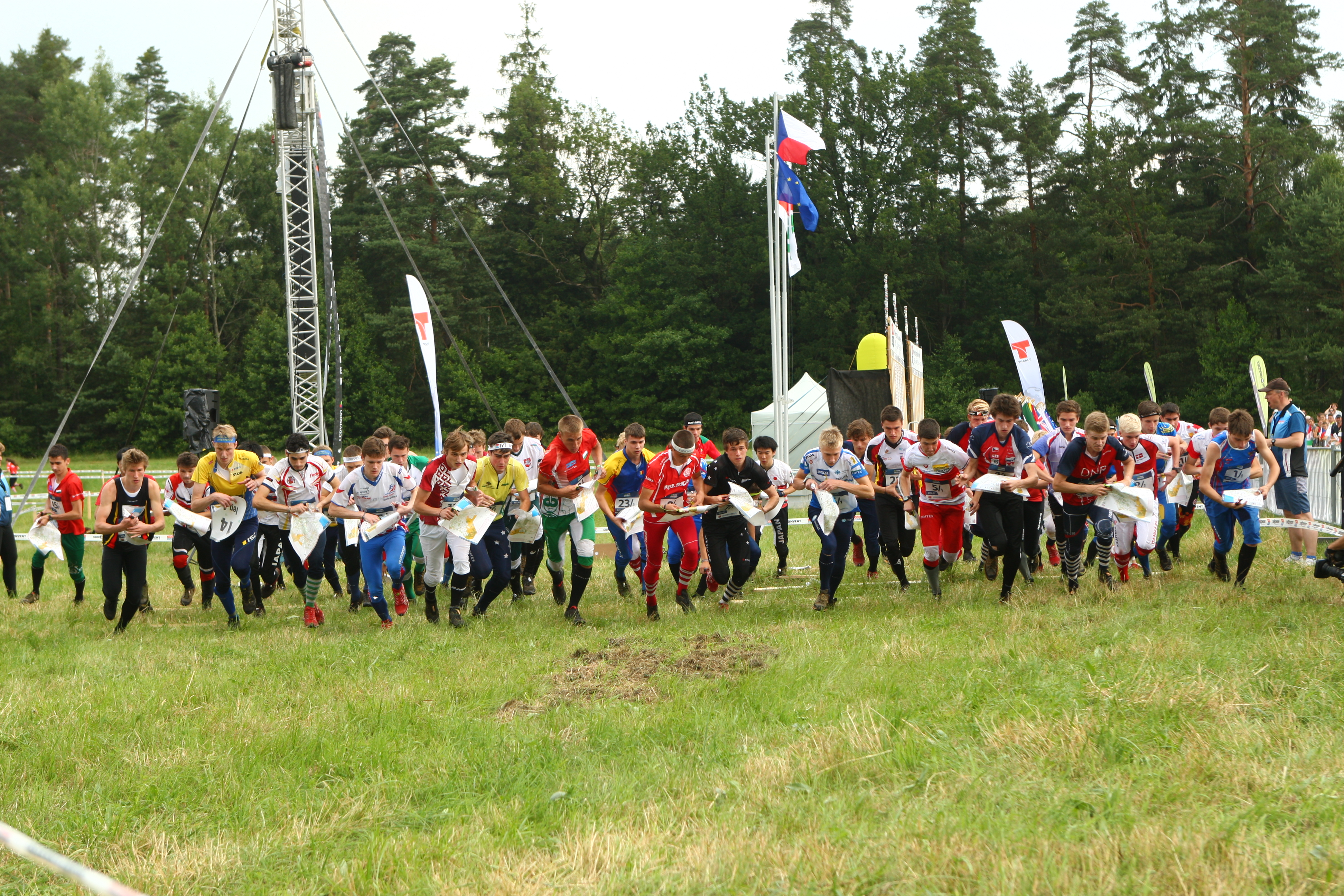
Start mužů
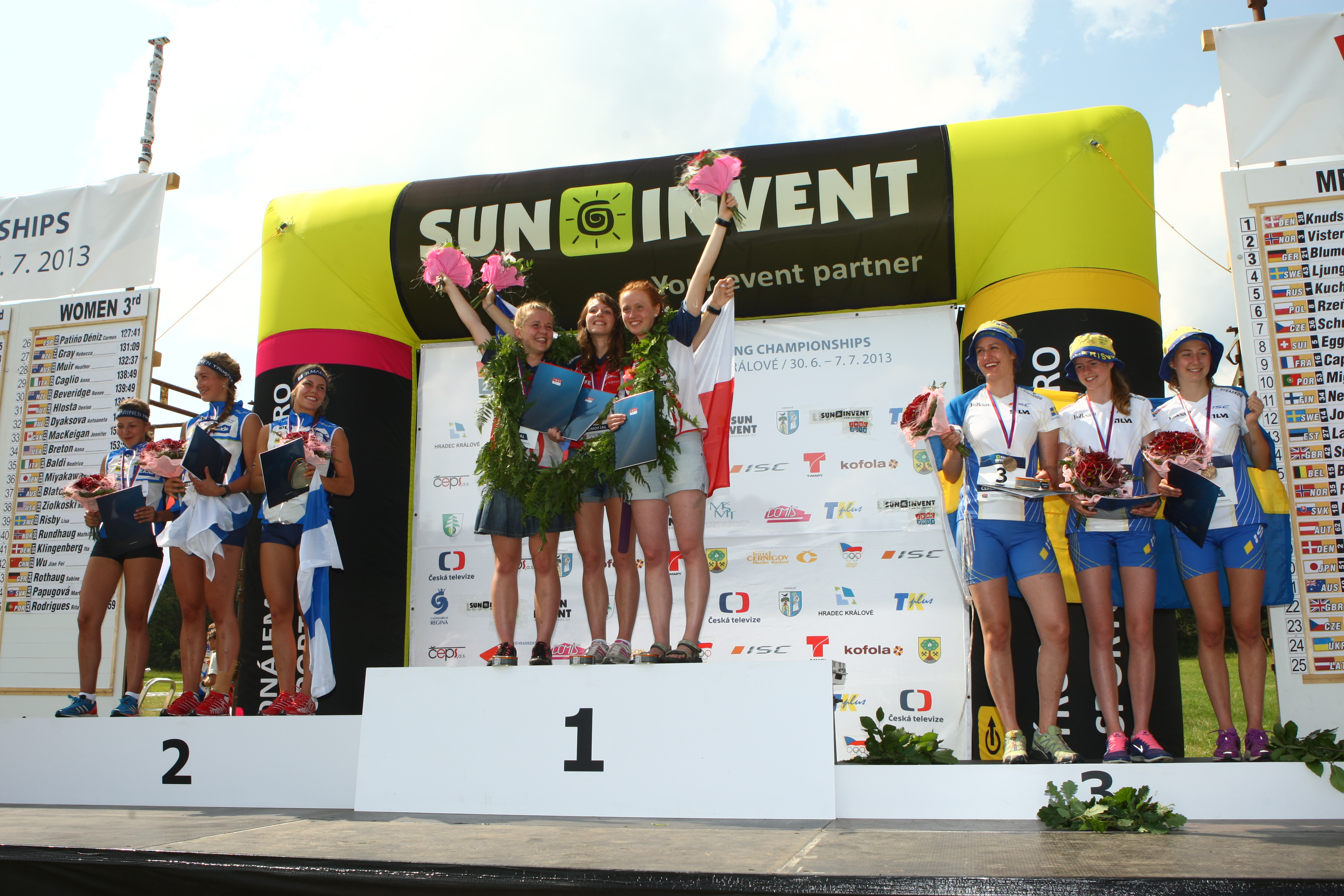
Vyhlášení ženy
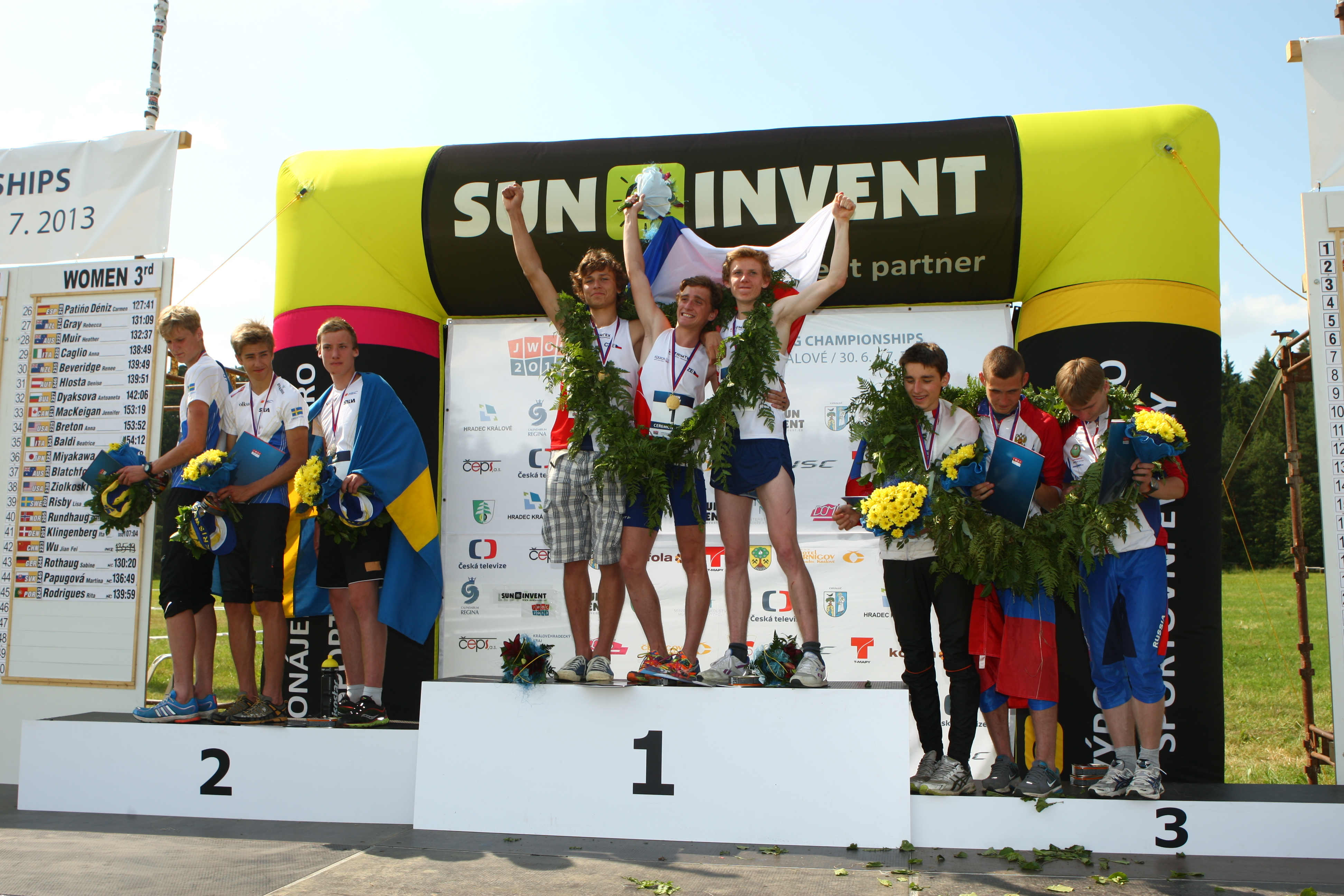
Vyhlášení muži

| Zkrácené výsledky | Zkrácené výsledky | Zkrácené výsledky | Zkrácené výsledky | Zkrácené výsledky | Zkrácené výsledky | Zkrácené výsledky | Zkrácené výsledky |
| Muži | Muži | Muži | Muži | Ženy | Ženy | Ženy | Ženy |
| --- | --- | --- | --- | --- | --- | --- | --- |
| - Traťové parametry : 5,9 km, 22 kontrol, 80 m převýšení - Mapa: Koliba 1:10 000 E = 5 m - Stavitelé tratí: Michal Jedlička a Radek Novotný | - Traťové parametry : 5,9 km, 22 kontrol, 80 m převýšení - Mapa: Koliba 1:10 000 E = 5 m - Stavitelé tratí: Michal Jedlička a Radek Novotný | - Traťové parametry : 5,9 km, 22 kontrol, 80 m převýšení - Mapa: Koliba 1:10 000 E = 5 m - Stavitelé tratí: Michal Jedlička a Radek Novotný | - Traťové parametry : 5,9 km, 22 kontrol, 80 m převýšení - Mapa: Koliba 1:10 000 E = 5 m - Stavitelé tratí: Michal Jedlička a Radek Novotný | - Traťové parametry : 4,6 km, 19 kontrol, 70 m převýšení - Mapa: Koliba 1:10 000 E = 5 m - Stavitelé tratí: Michal Jedlička a Radek Novotný | - Traťové parametry : 4,6 km, 19 kontrol, 70 m převýšení - Mapa: Koliba 1:10 000 E = 5 m - Stavitelé tratí: Michal Jedlička a Radek Novotný | - Traťové parametry : 4,6 km, 19 kontrol, 70 m převýšení - Mapa: Koliba 1:10 000 E = 5 m - Stavitelé tratí: Michal Jedlička a Radek Novotný | - Traťové parametry : 4,6 km, 19 kontrol, 70 m převýšení - Mapa: Koliba 1:10 000 E = 5 m - Stavitelé tratí: Michal Jedlička a Radek Novotný |
| Umístění | Jméno | Čas | Ztráta | Umístění | Jméno | Čas | Ztráta |
| Zlatá medaile | Česko Marek Schuster Adam Chloupek Michal Hubáček                                                                                           | 1:44:28 | | Zlatá medaile | Česko Lenka Knapová Kateřina Chromá Vendula Horčičková                                                                                      | 1:44:45 | |
| Stříbrná medaile | Švédsko Anton Johansson Jens Wängdahl Emil Svensk                                                                                           | 1:45:44 | + 0:01:16 | Stříbrná medaile | Finsko Anna Haatajaová Henna-Riik Haikonenová Johanna Hulkkonenová                                                                          | 1:45:08 | + 0:00:23 |
| Bronzová medaile | Rusko Iwan Kučmenko Dmitri Poljakov Andrej Kozyrev                                                                                          | 1:47:35 | + 0:03:07 | Bronzová medaile | Švédsko Andrea Svenssonová Hilda Forsgrenová Tilda Johanssonová                                                                             | 1:46:35 | + 0:01:50 |
| 4 | Dánsko Thomas Knudsen Simon Thrane Hansen Magnus Maag                                                                                       | 1:50:04 | + 0:05:36 | 4 | Rusko Veron Tomaševská Anastasie Neverovová Jekatěrina Savkinová                                                                            | 1:49:02 | + 0:04:17 |
| 5 | Lotyšsko Janis Sars Davis Dislers Rudolfs Zernis                                                                                            | 1:50:29 | + 0:06:01 | 5 | Norsko Heidi Mårtenssonová Kamilla Olaussenová Anine Ahlsandová                                                                             | 1:49:37 | + 0:04:52 |
| 6 | Finsko Lauri Nenonen Arto Talvinen Aleksi Niemi                                                                                             | 1:50:30 | + 0:06:02 | 6 | Ukrajina Daria Moskaleková Olena Postelniaková Maria Polischtschuková                                                                       | 1:50:20 | + 0:05:35 |

## Česká juniorská reprezentace na MSJ
Česko reprezentovalo 6 žen a 6 mužů pod vedením trenérů Jana Potštejnského, Petra Starosty a Petr Kozáka.

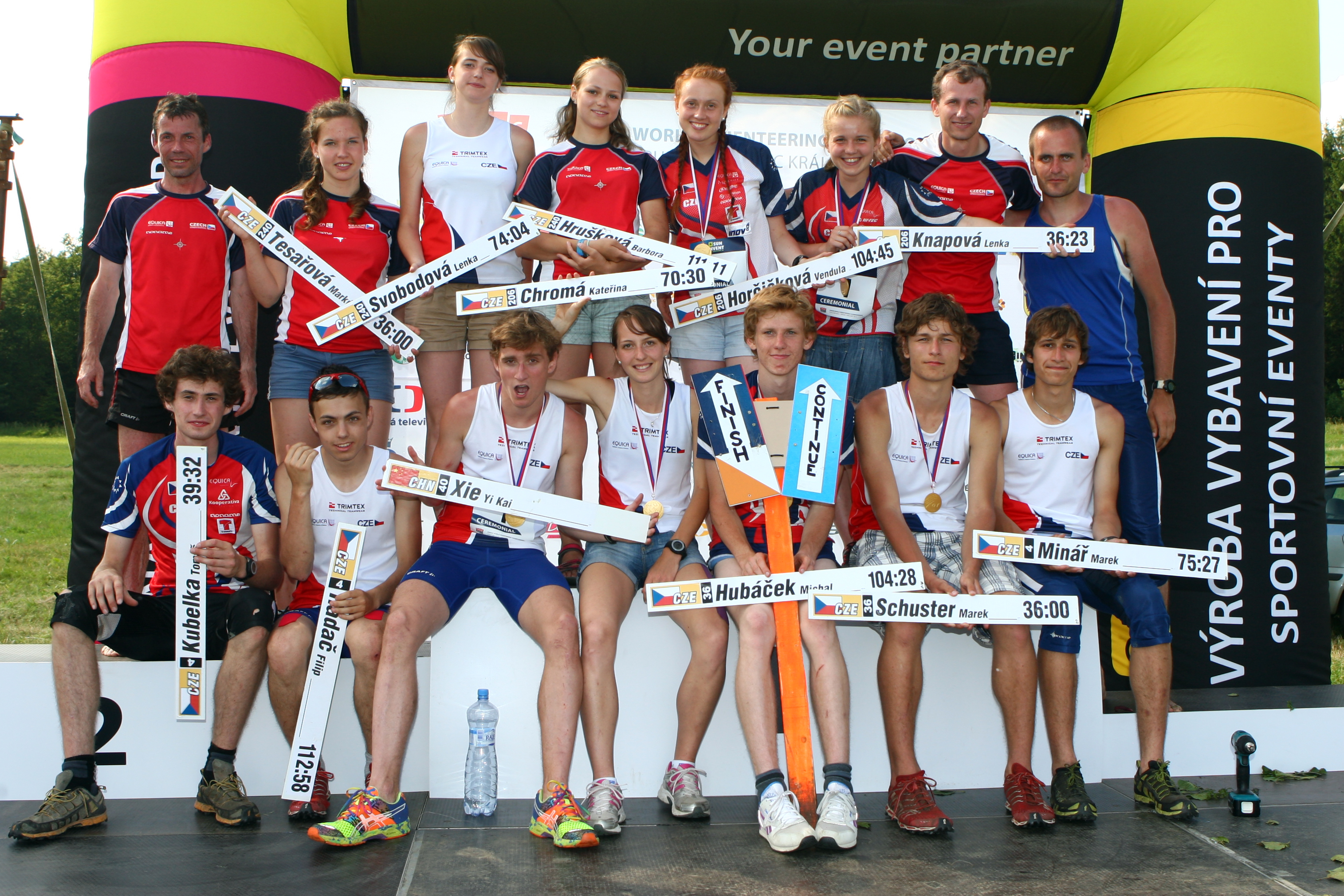
Český reprezentační tým
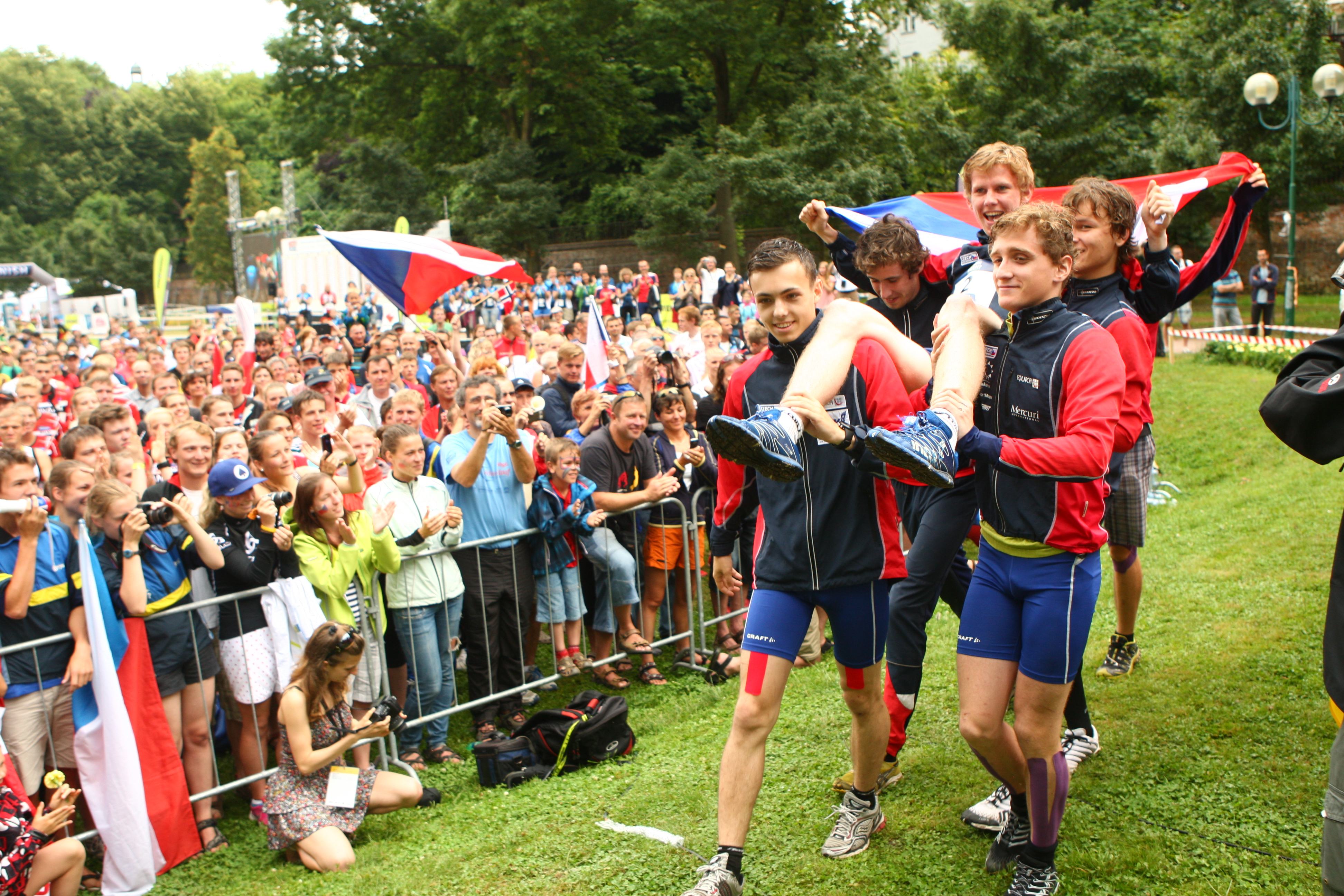
Michal Hubáček 2. ve sprintu
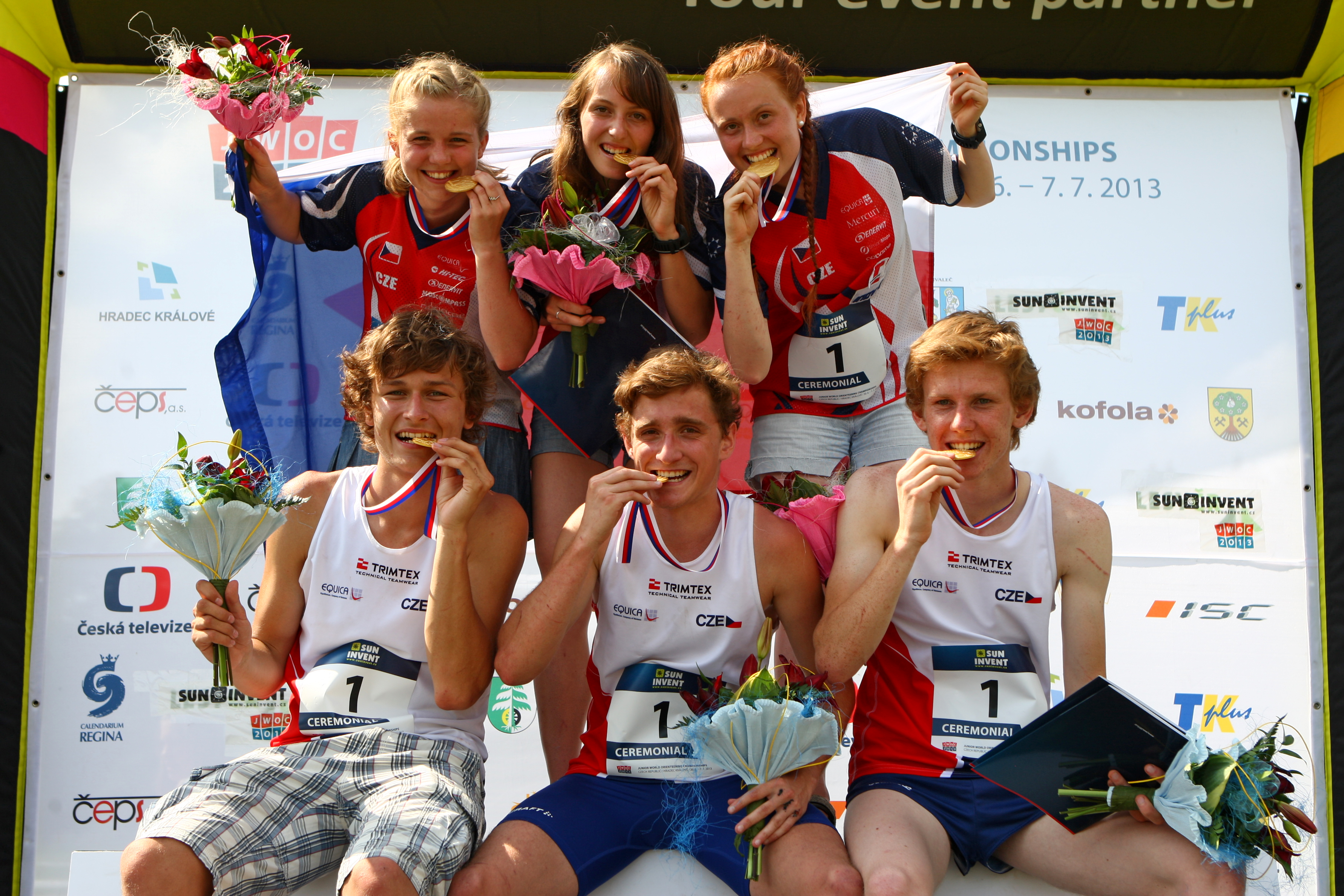
Dvojnásobný úspěch ve štafetách

| Přehled umístění českých reprezentantů | Přehled umístění českých reprezentantů | Přehled umístění českých reprezentantů | Přehled umístění českých reprezentantů | Přehled umístění českých reprezentantů | Přehled umístění českých reprezentantů | Přehled umístění českých reprezentantů | Přehled umístění českých reprezentantů | Přehled umístění českých reprezentantů | Přehled umístění českých reprezentantů |
| Muži                                   | Muži                                   | Muži                                   | Muži                                   | Muži                                   | Ženy                                   | Ženy                                   | Ženy                                   | Ženy                                   | Ženy                                   |
| Jméno                                  | Sprint                                 | Middle                                 | Long                                   | Štafety                                | Jméno                                  | Sprint                                 | Middle                                 | Long                                   | Štafety                                |
| -------------------------------------- | -------------------------------------- | -------------------------------------- | -------------------------------------- | -------------------------------------- | -------------------------------------- | -------------------------------------- | -------------------------------------- | -------------------------------------- | -------------------------------------- |
| Marek Minář                            | 18. místo                              | 6. místo                               | 22. místo                              | x                                      | Vendula Horčičková                     | 12. místo                              | 11. místo                              | 11. místo                              | 1. místo                               |
| Filip Hadač                            | DSQ                                    | 22. místo                              | DSQ                                    | x                                      | Barbora Hrušková                       | 30. místo                              | 49. místo                              | 25. místo                              | x                                      |
| Tomáš Kubelka                          | 35. místo                              | MB12. místo                            | 47. místo                              | x                                      | Kateřina Chromá                        | 27. místo                              | 8. místo                               | 7. místo                               | 1. místo                               |
| Adam Chloupek                          | 34. místo                              | 7. místo                               | 72. místo                              | 1. místo                               | Markéta Tesařová                       | 58. místo                              | 13. místo                              | 37. místo                              | x                                      |
| Michal Hubáček                         | 2. místo                               | 34. místo                              | 11. místo                              | 1. místo                               | Lenka Knapová                          | 38. místo                              | 18. místo                              | 15. místo                              | 1. místo                               |
| Marek Schuster                         | DSQ                                    | 9. místo                               | 56. místo                              | 1. místo                               | Lenka Svobodová                        | x                                      | 22. místo                              | 96. místo                              | x                                      |

### Fotogalerie českých závodníků

#### Klasická trať

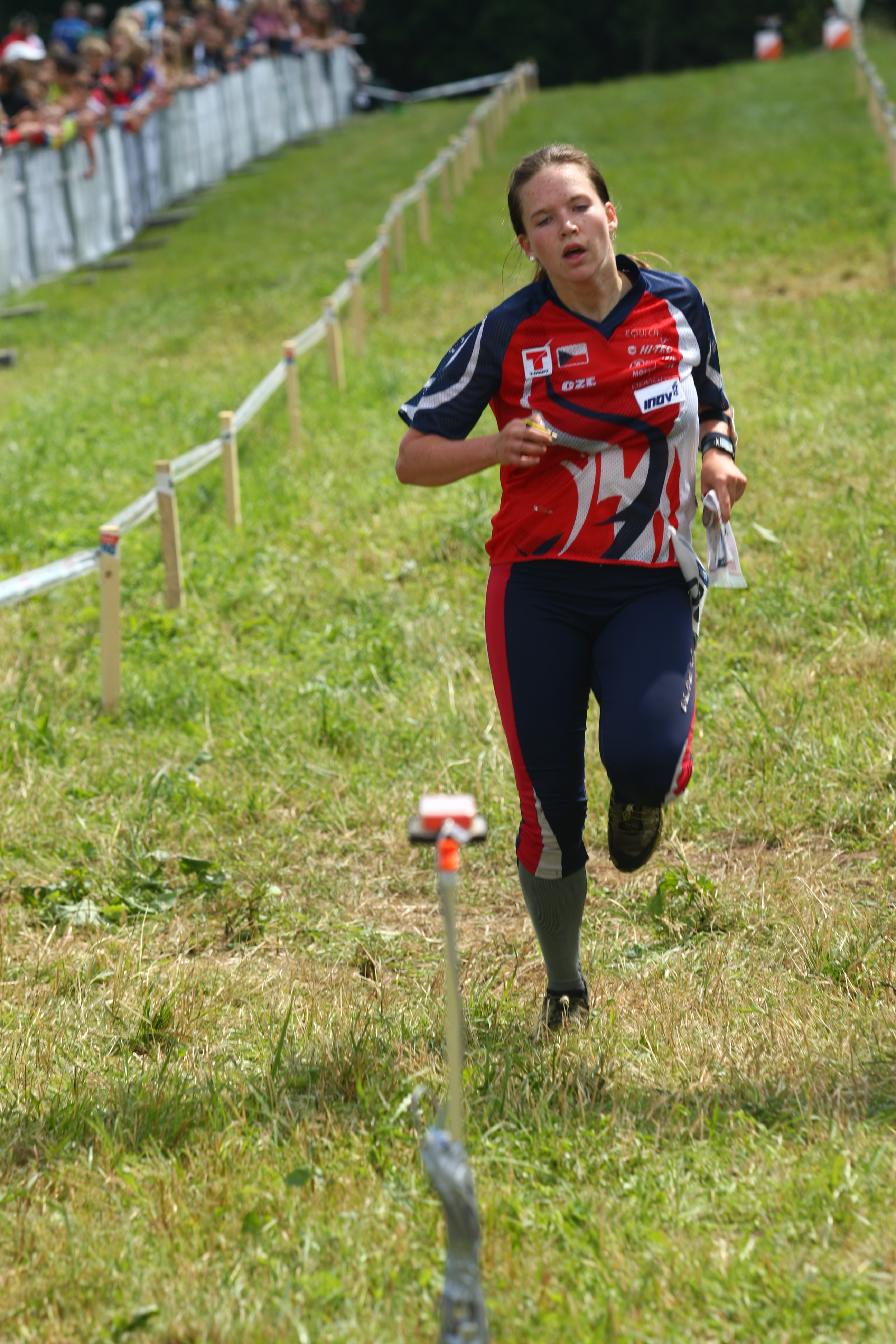
Markéta Tesařová
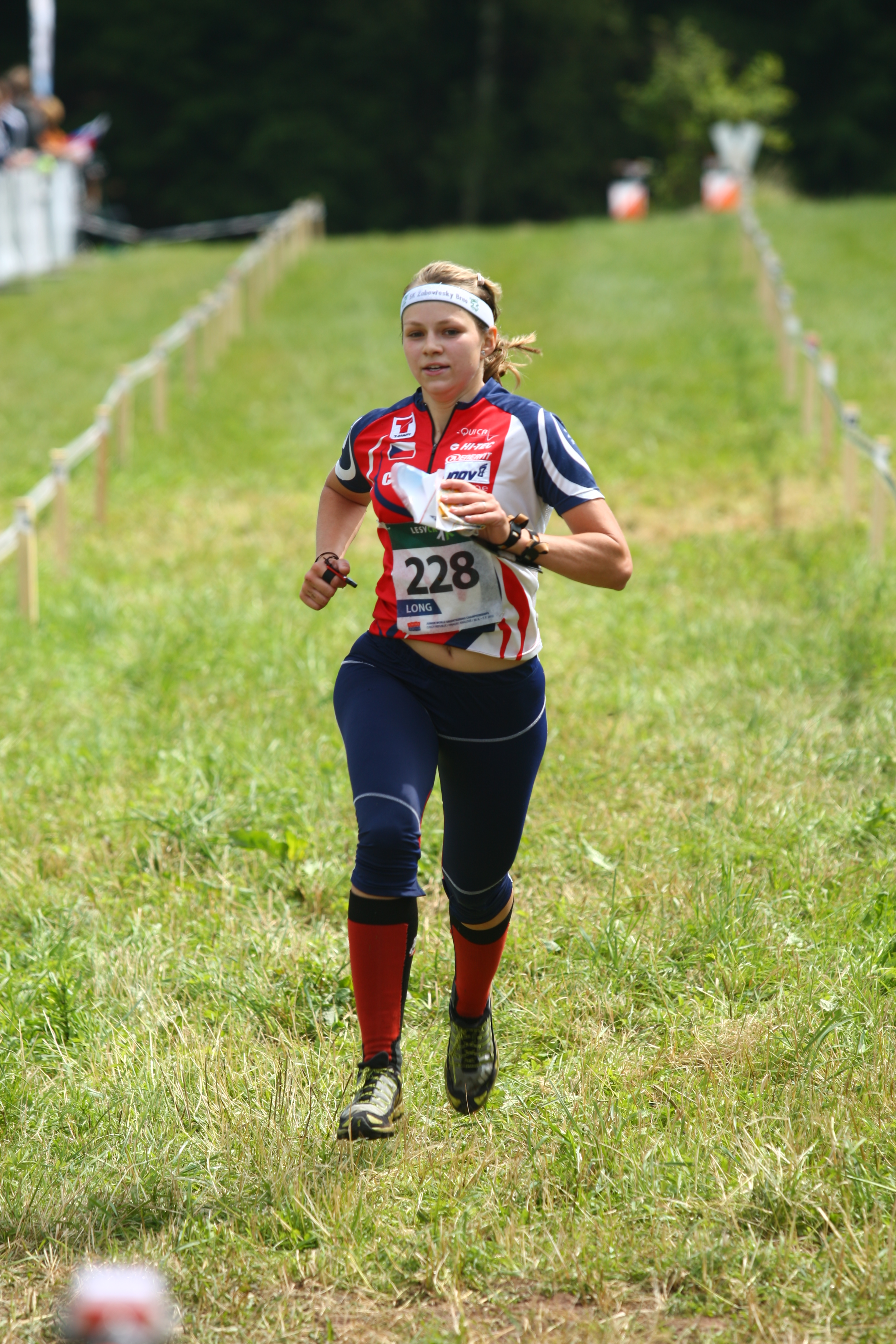
Barbora Hrušková
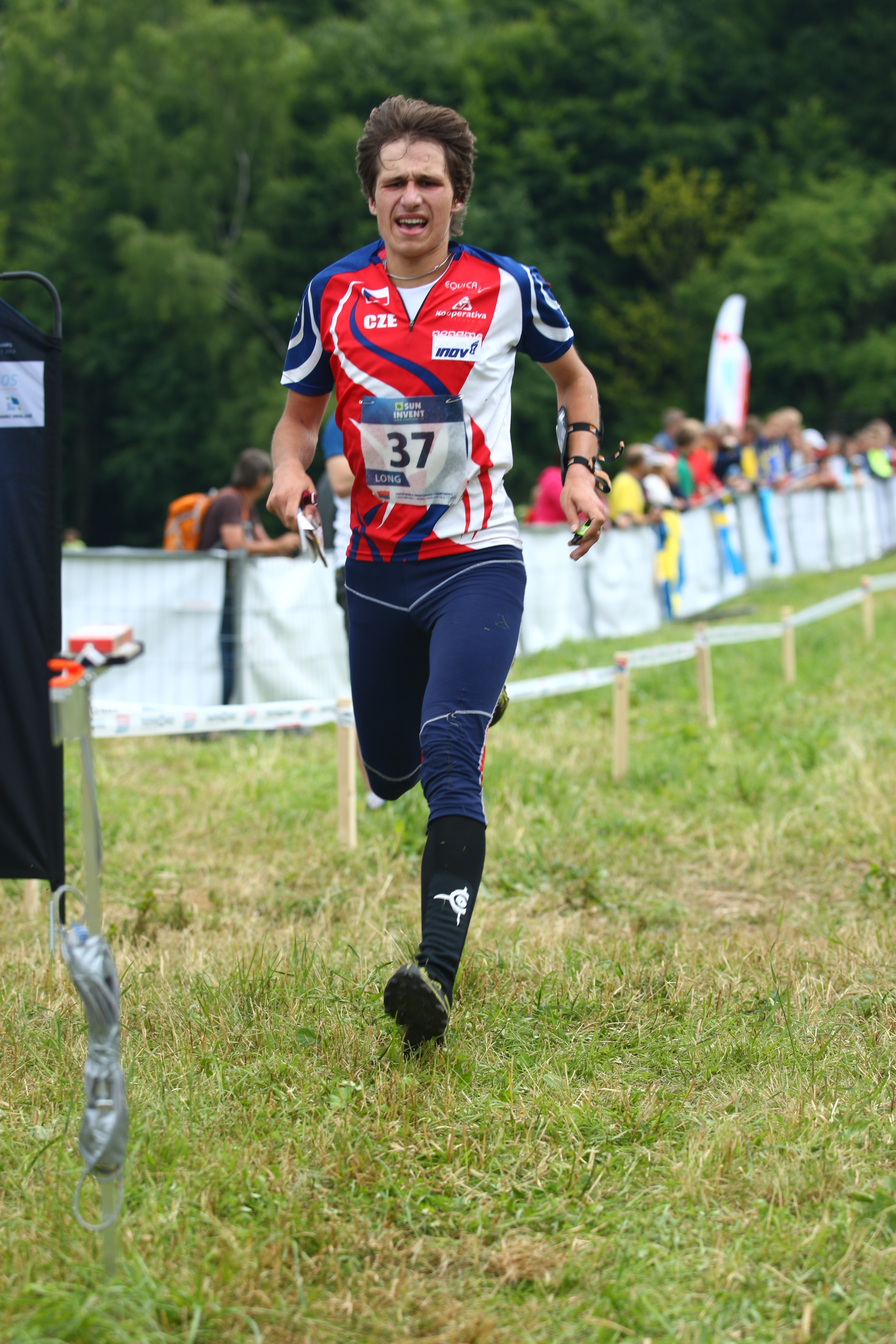
Marek Minář
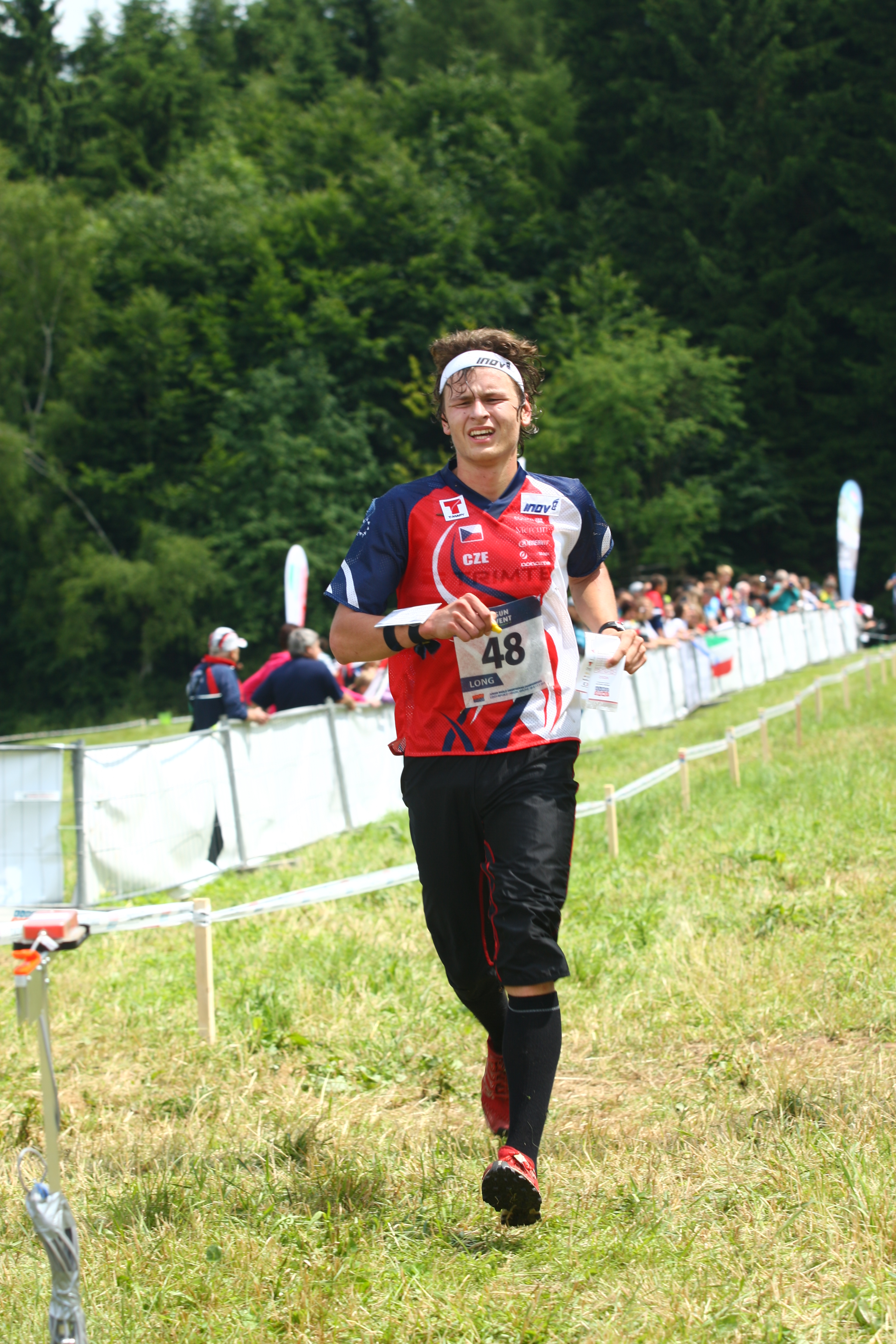
Marek Schuster
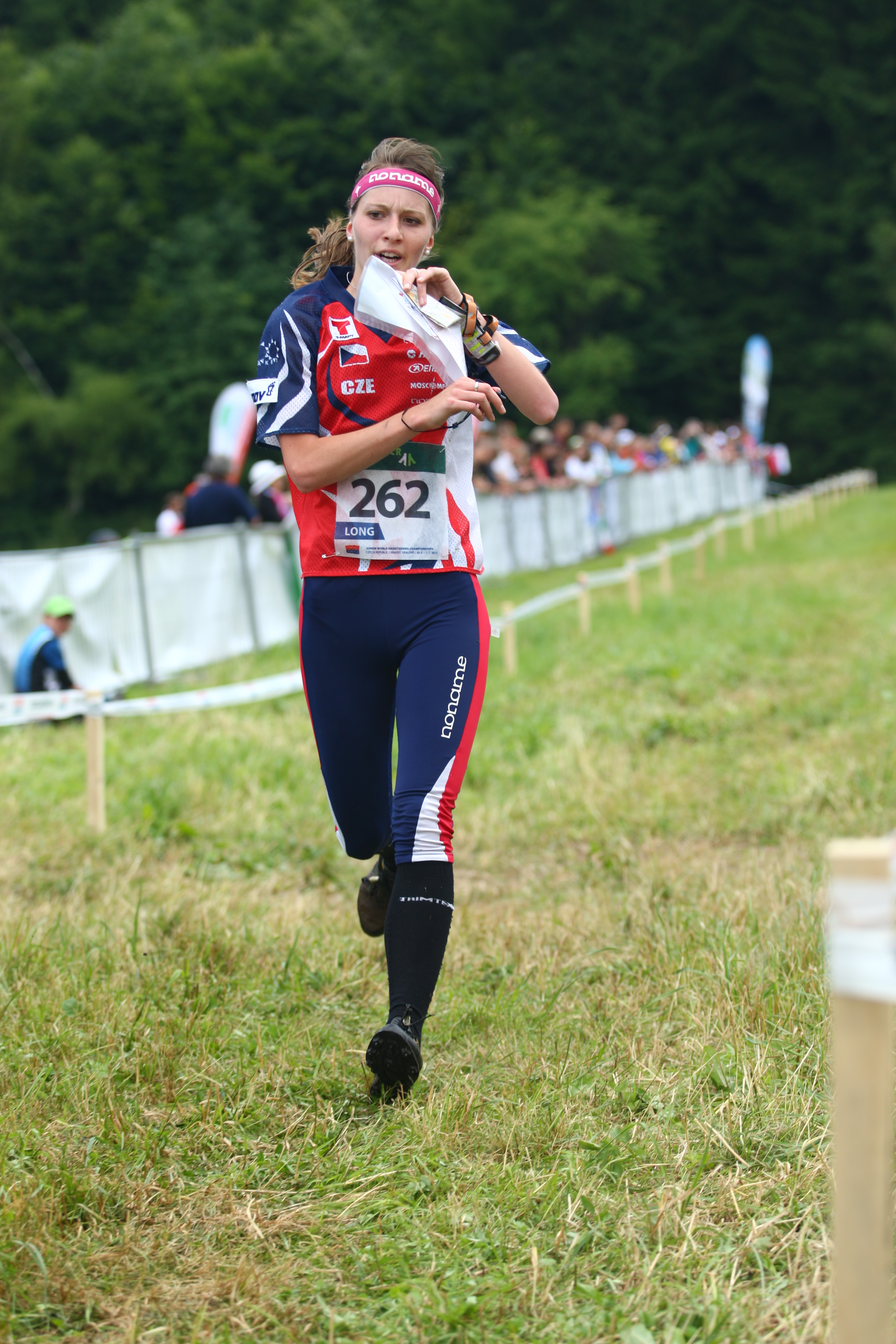
Kateřina Chromá
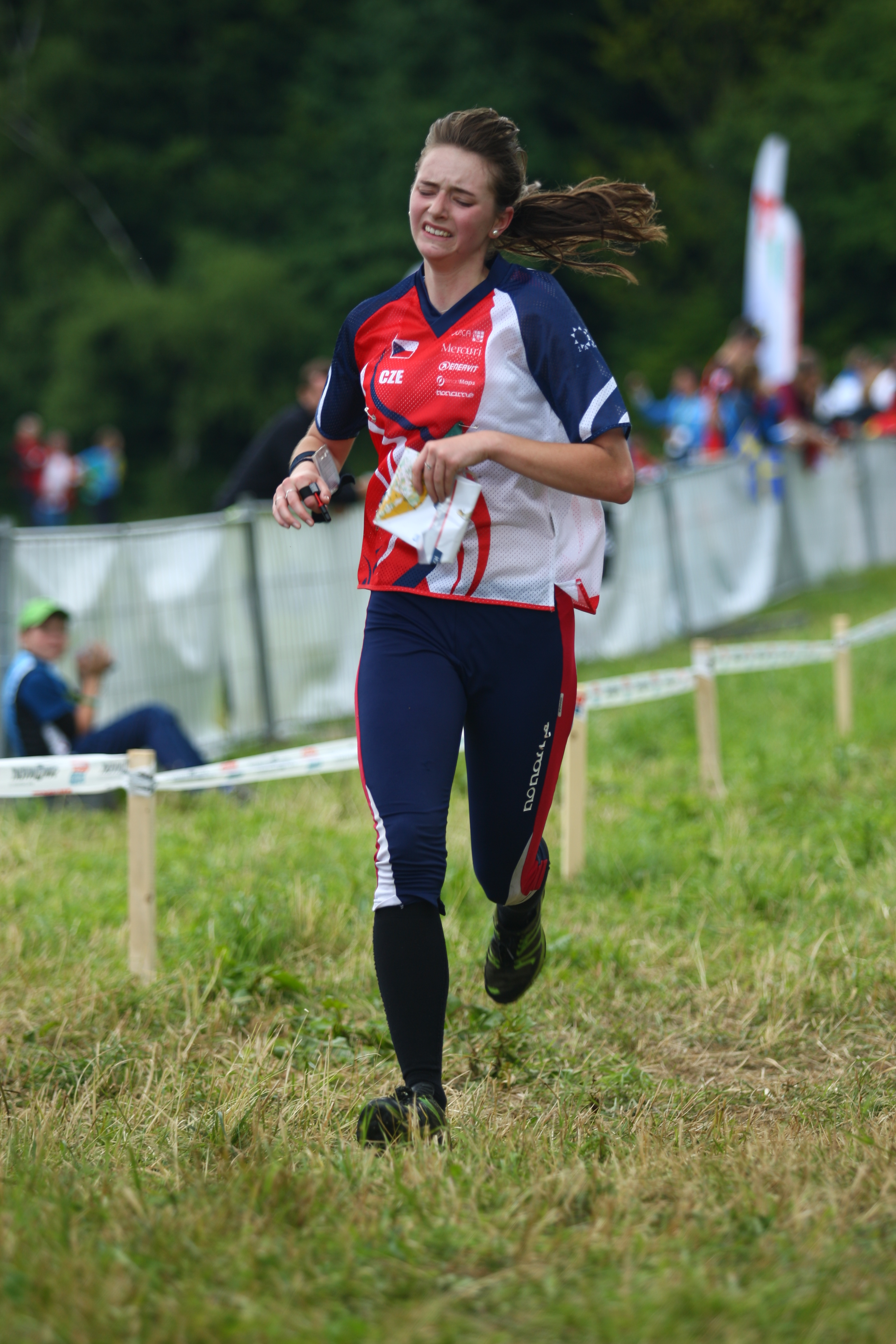
Lenka Svobodová
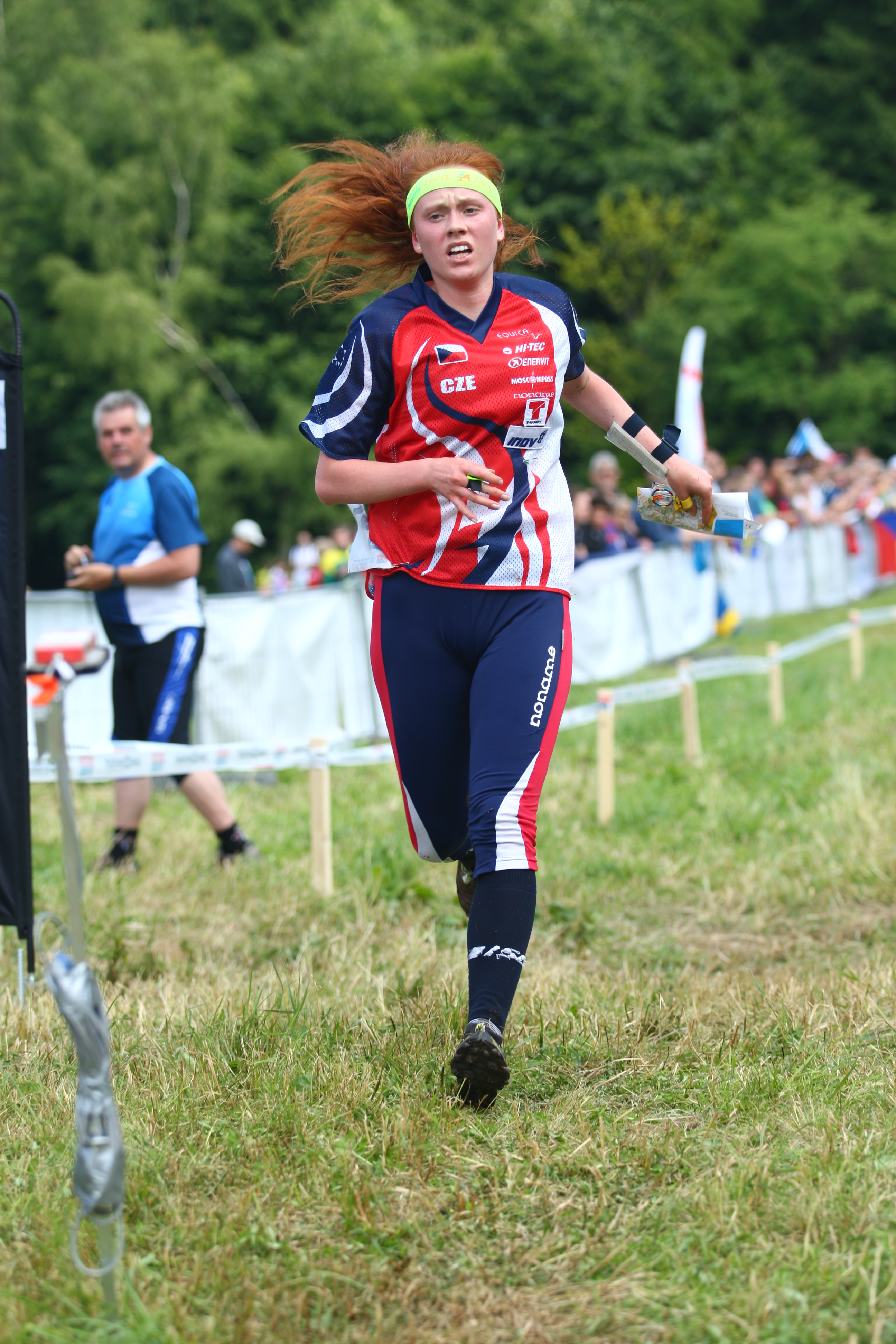
Vendula Horčičková
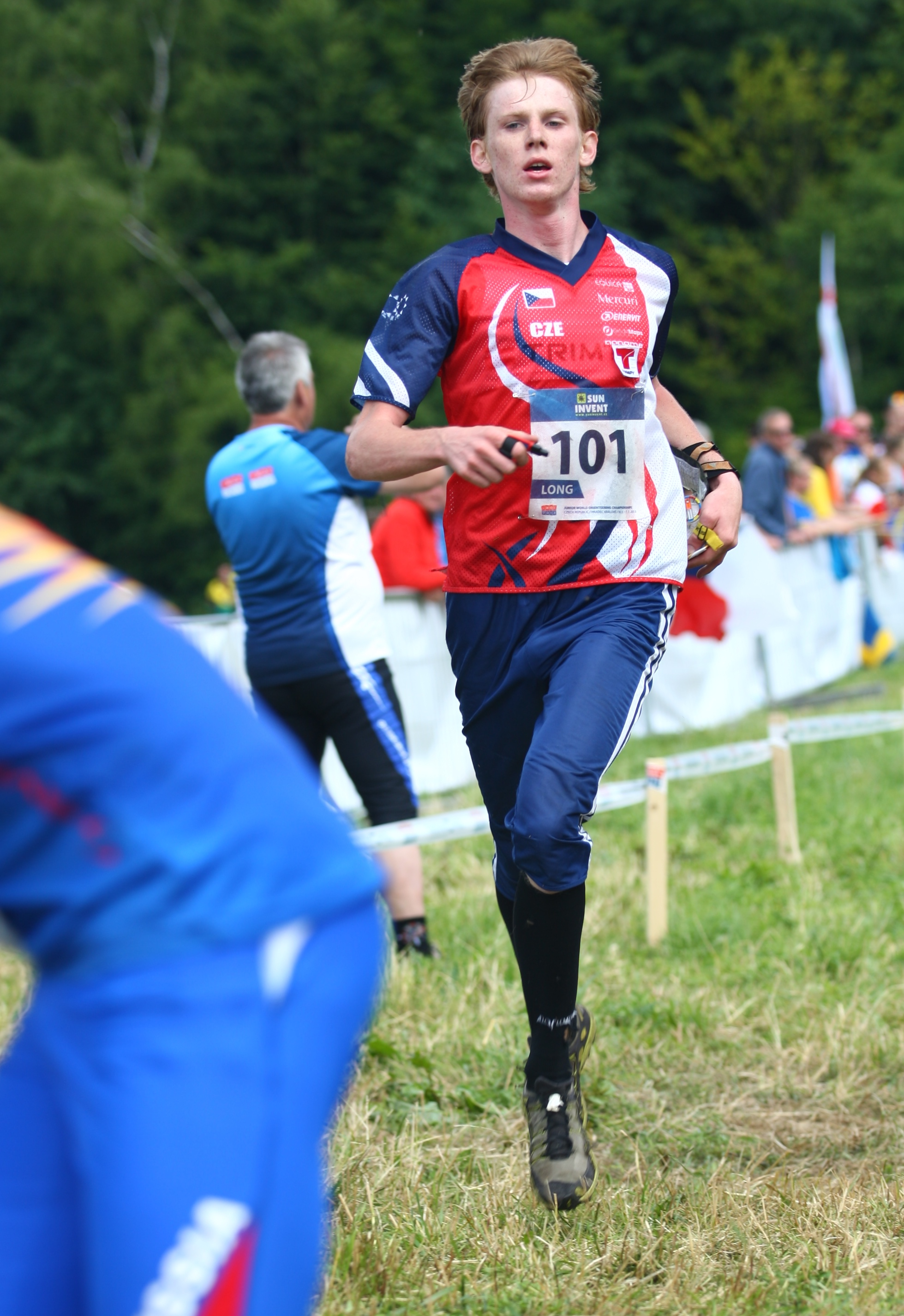
Michal Hubáček
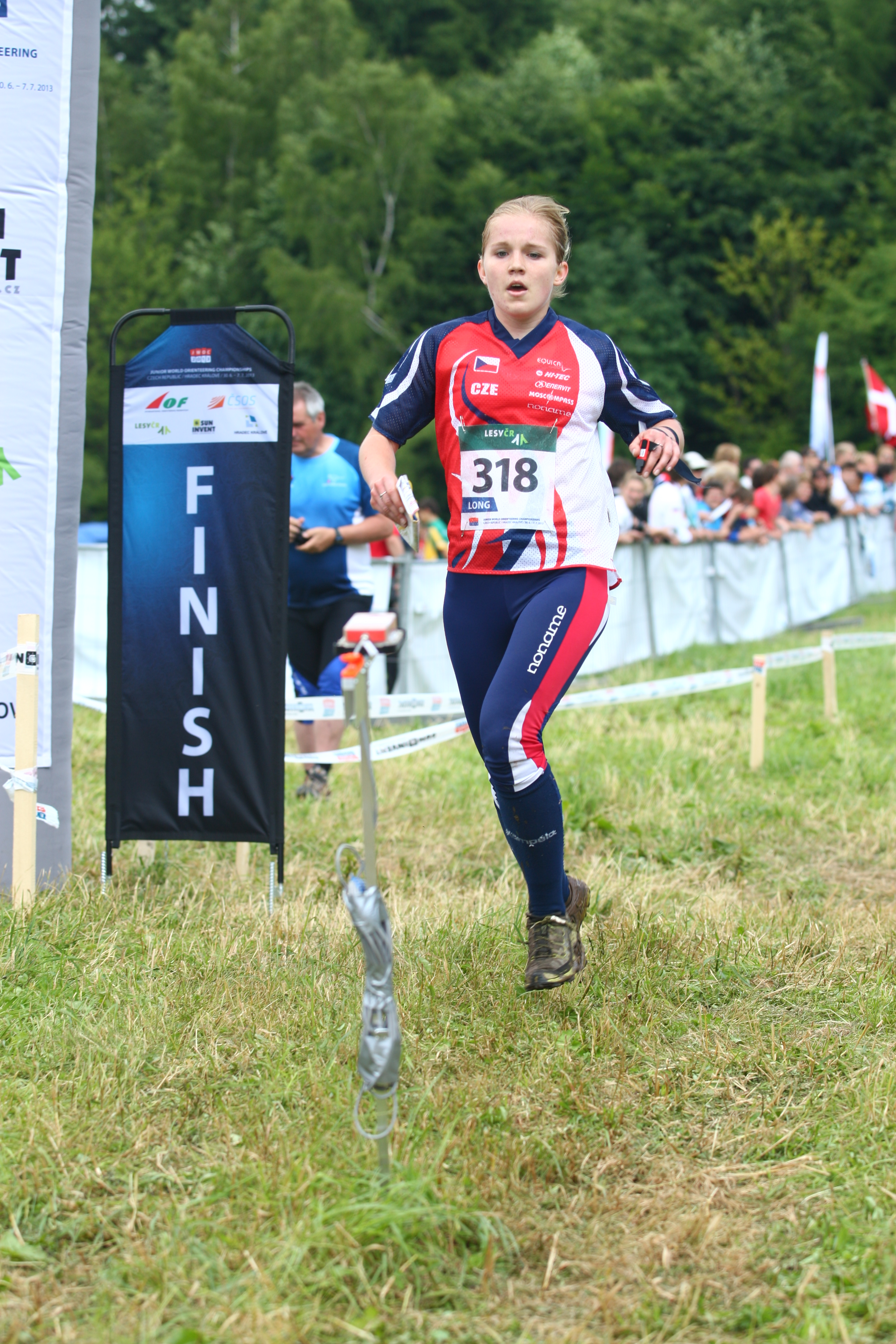
Lenka Knapová
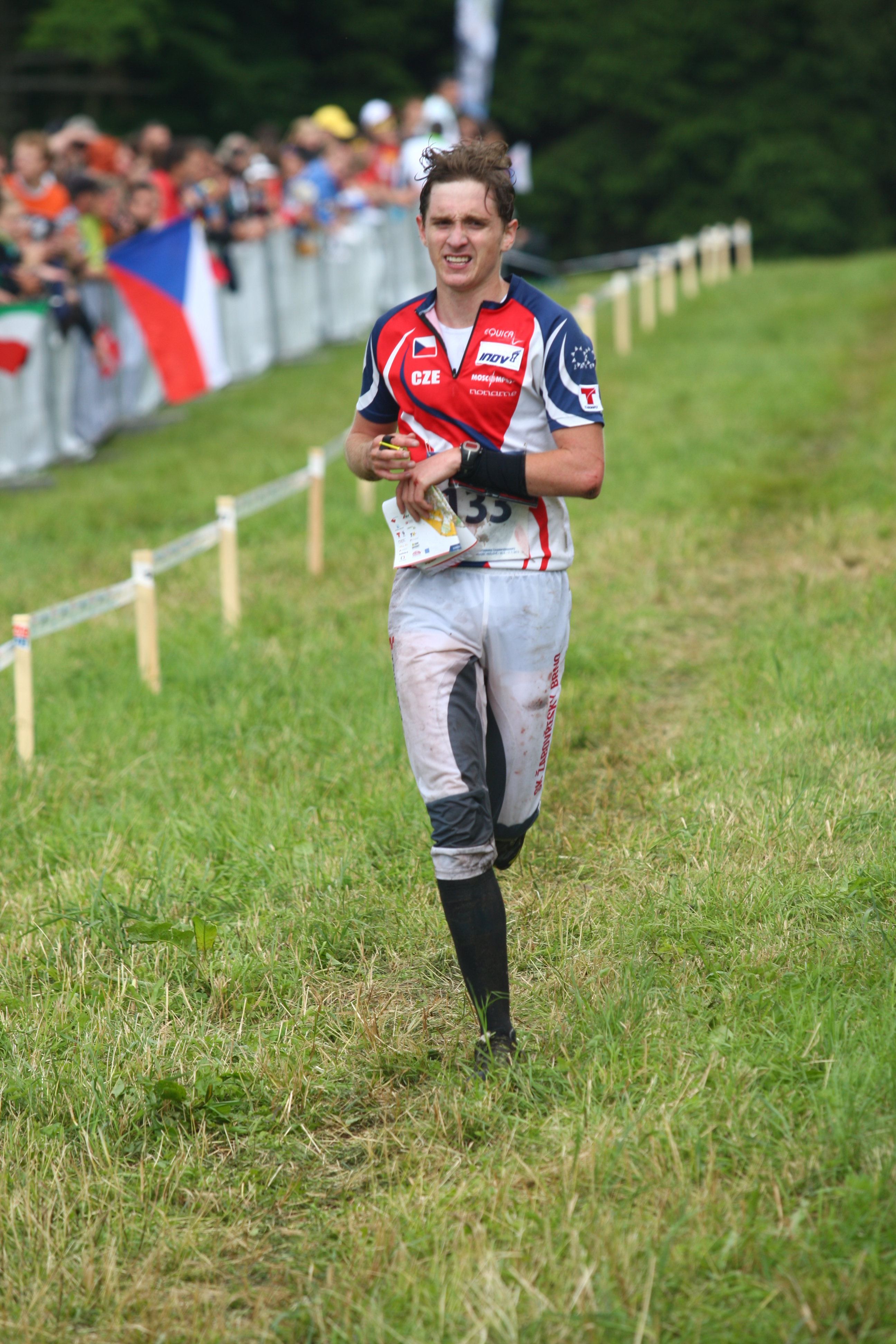
Adam Chloupek

#### Krátká trať

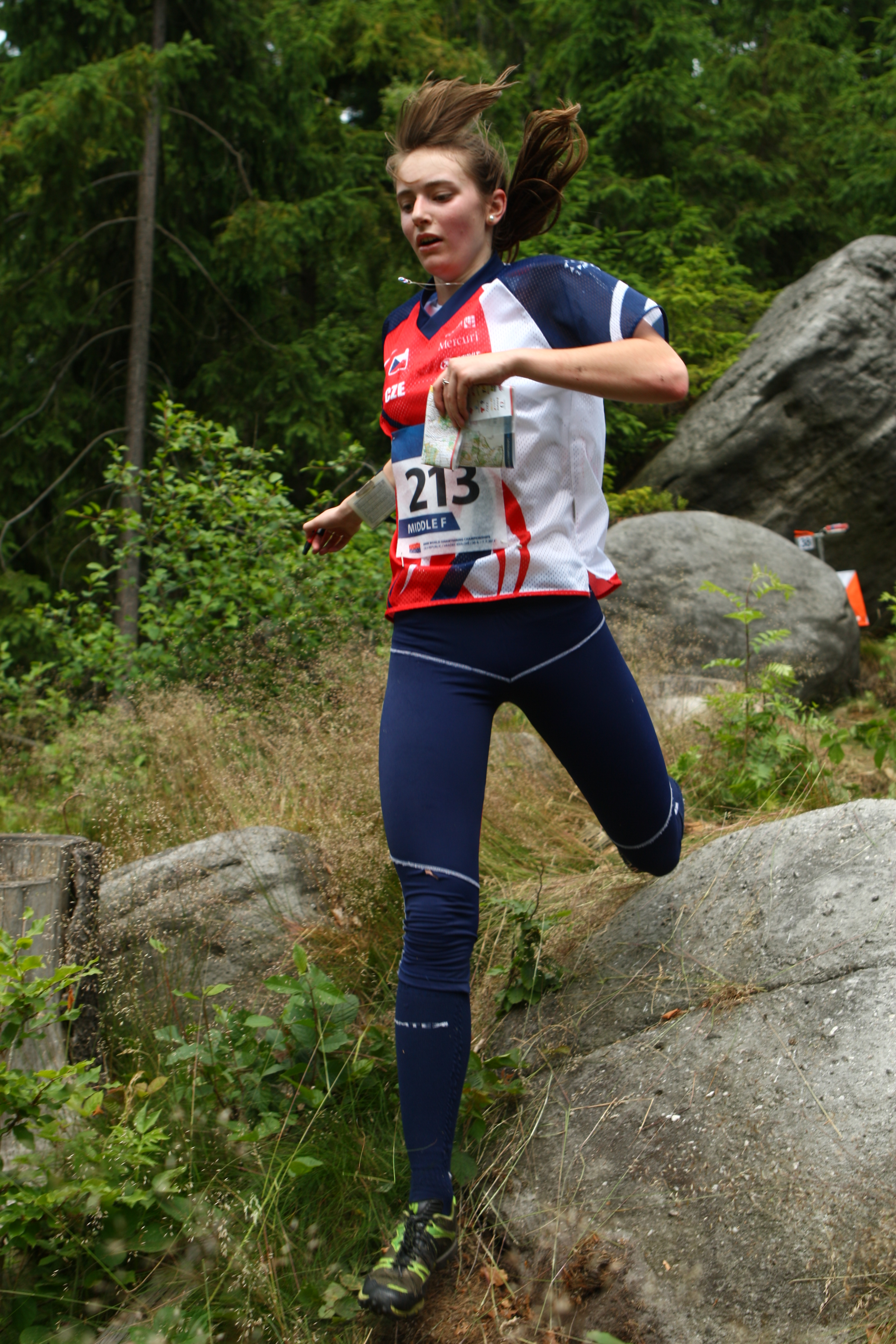
Lenka Svobodová
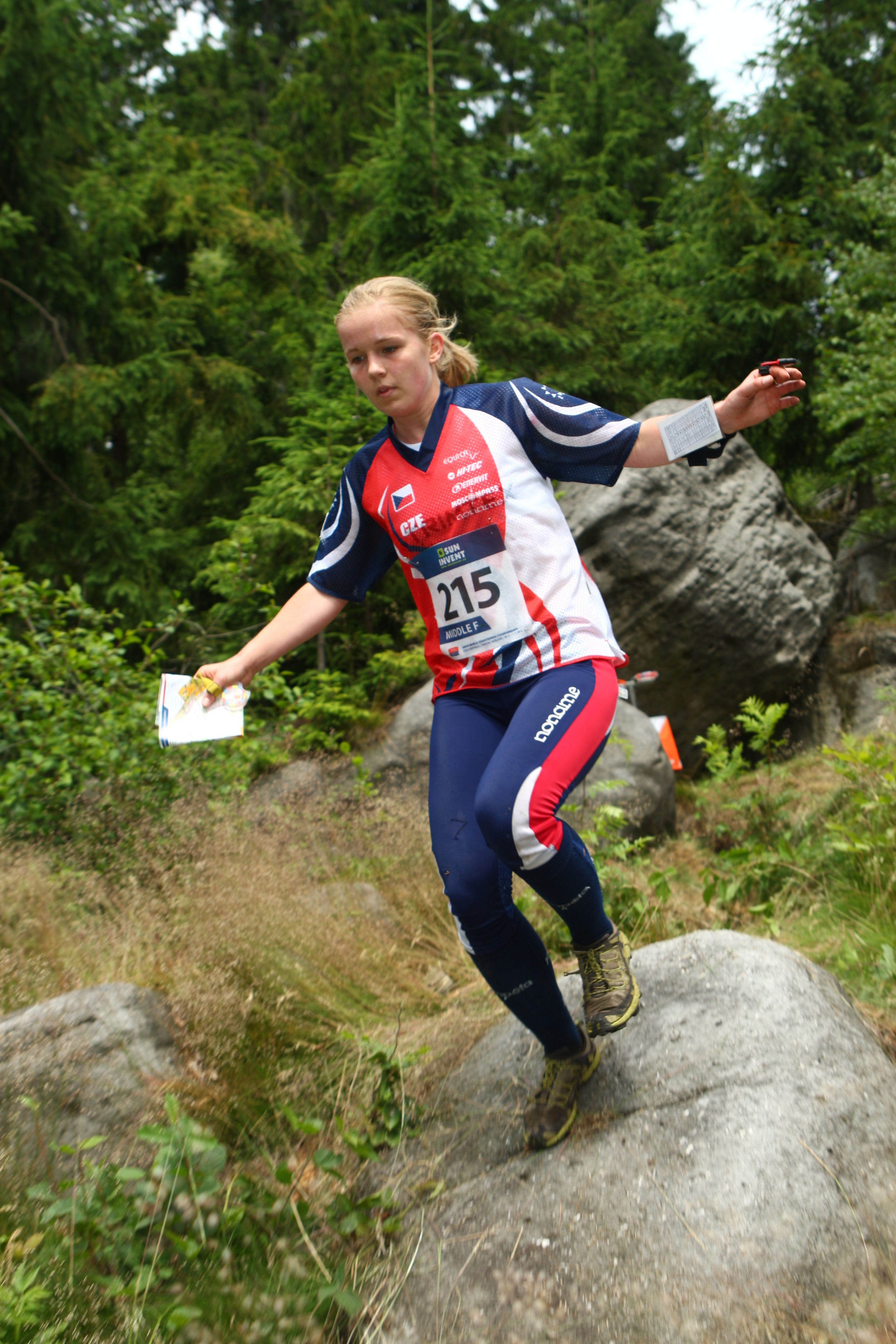
Lenka Knapová
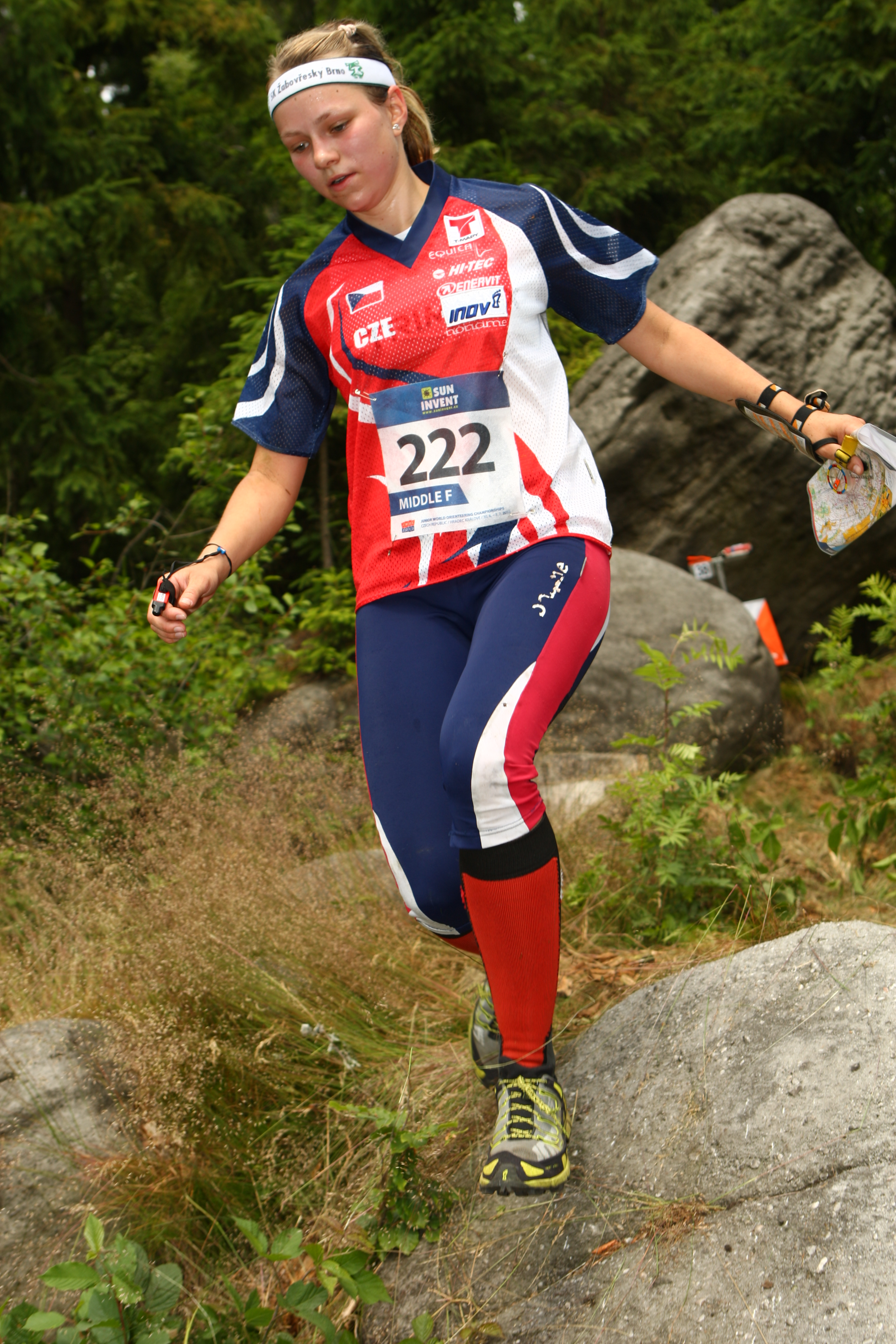
Barbora Hrušková
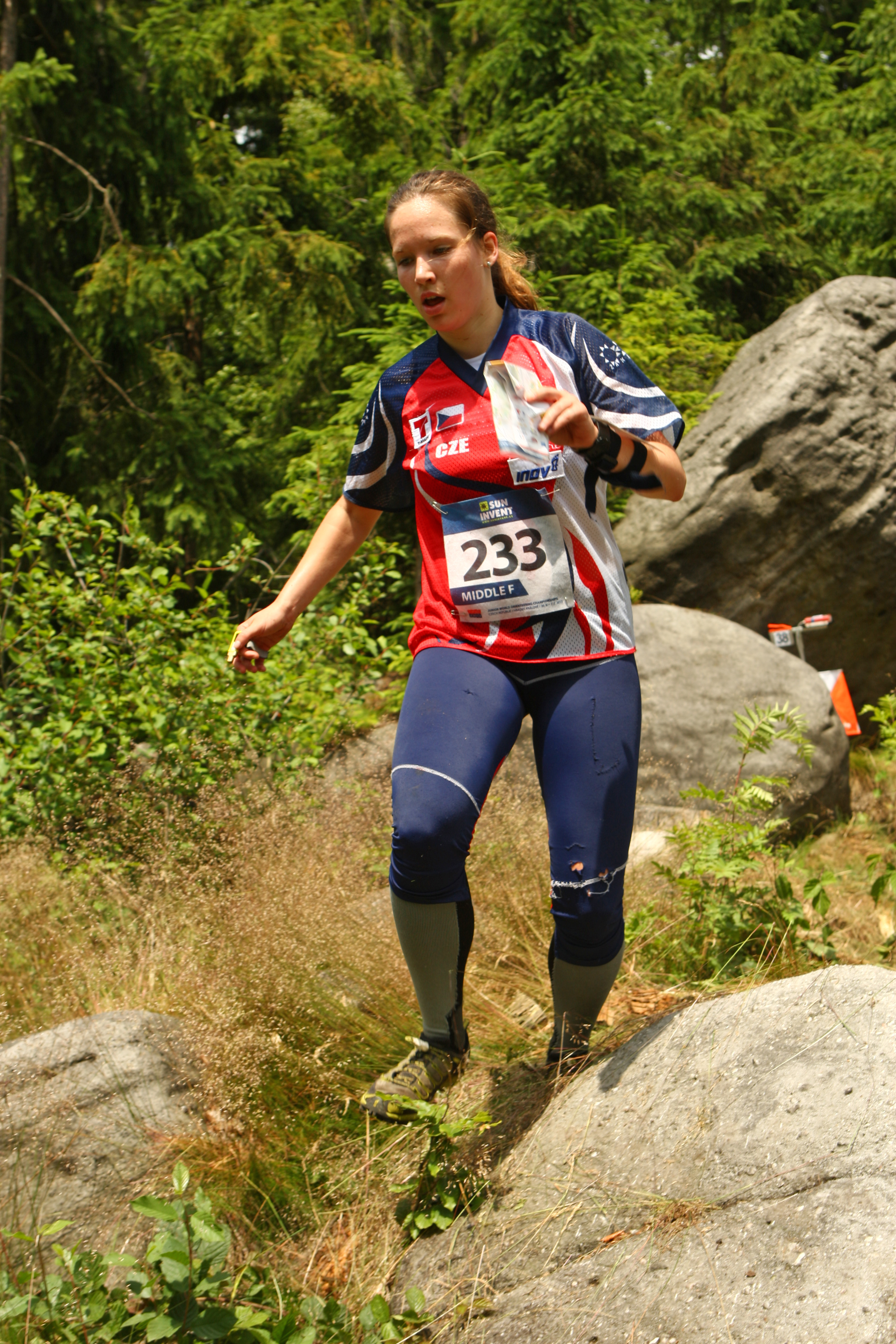
Markéta Tesařová
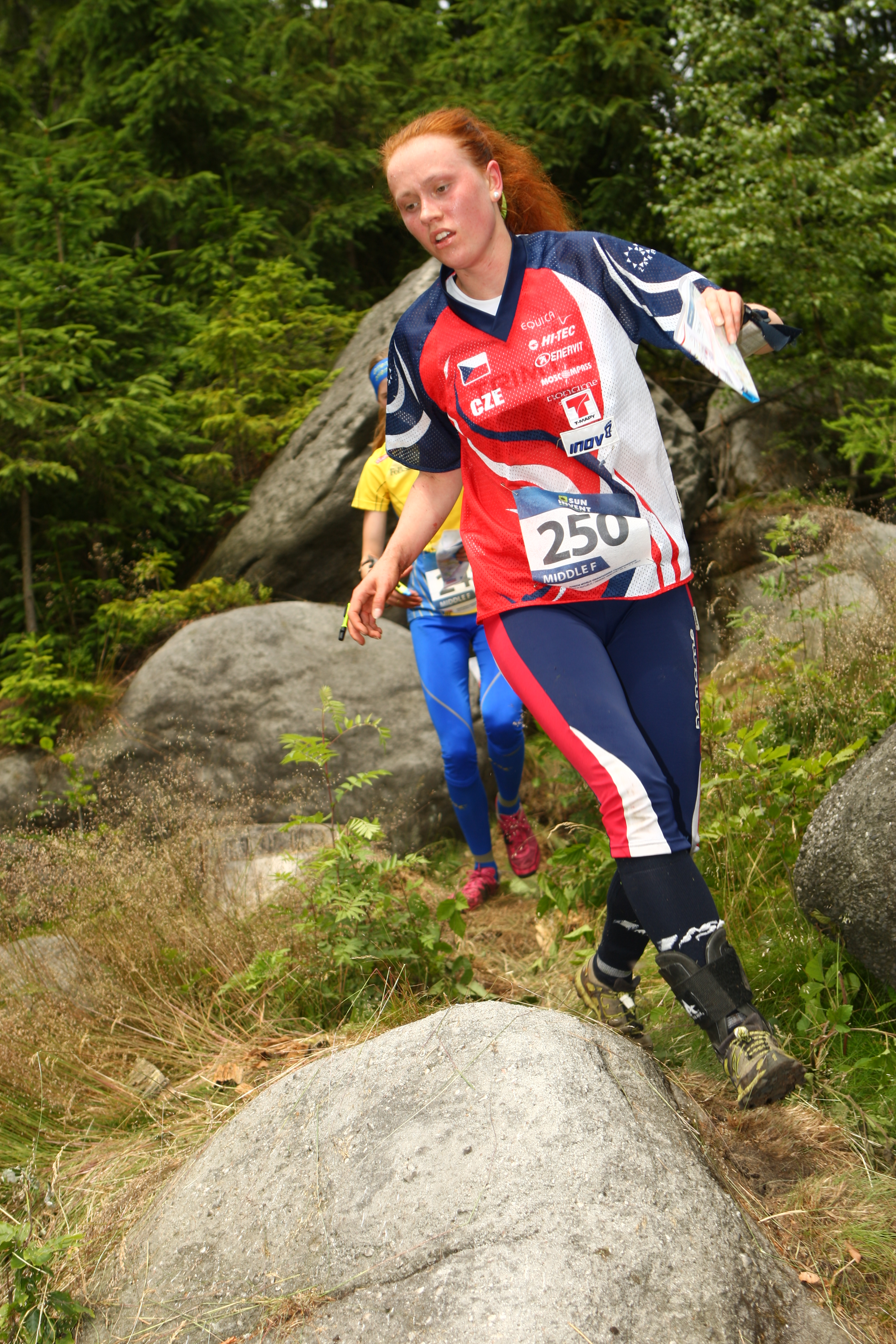
Vendula Horčičková
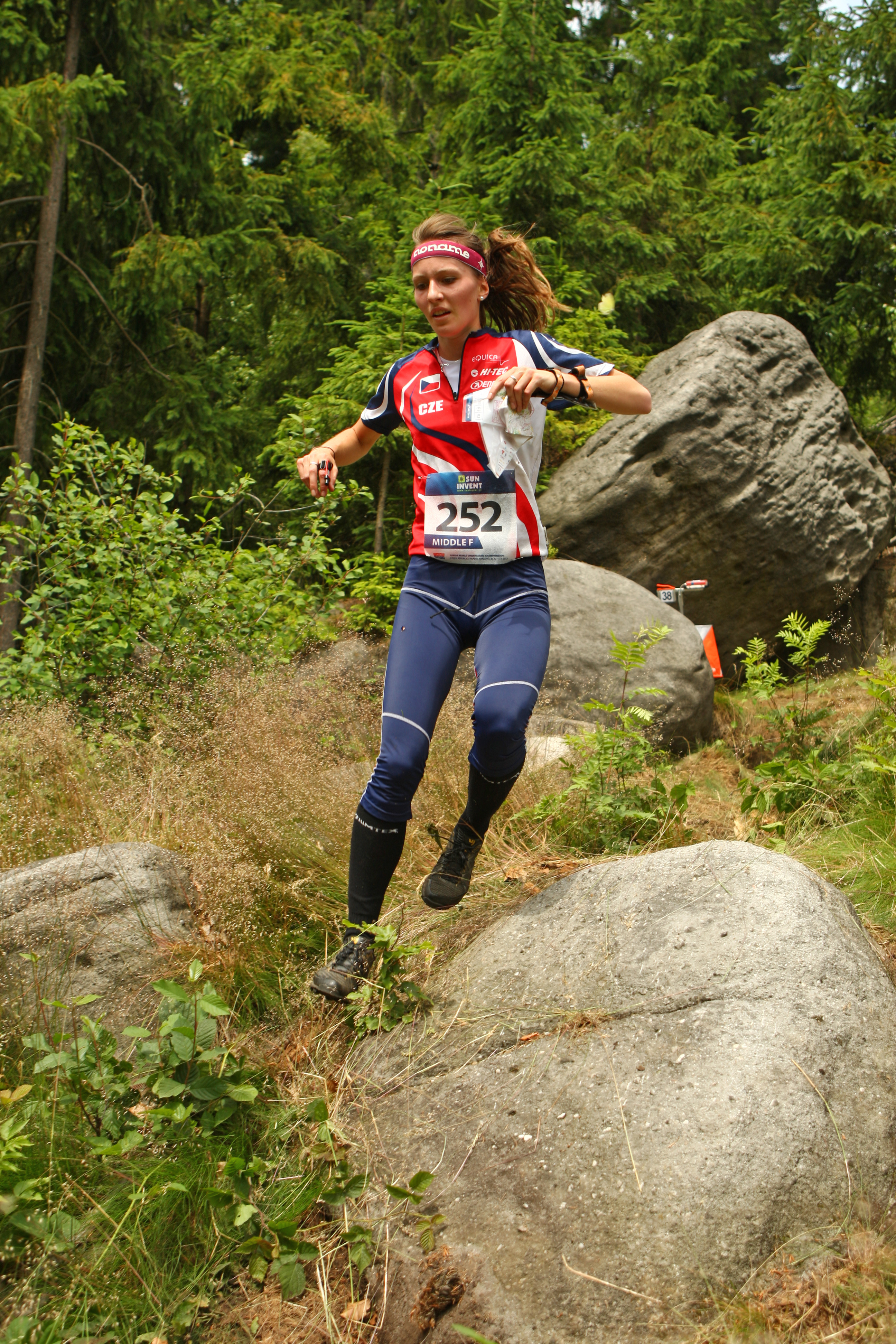
Kateřina Chromá
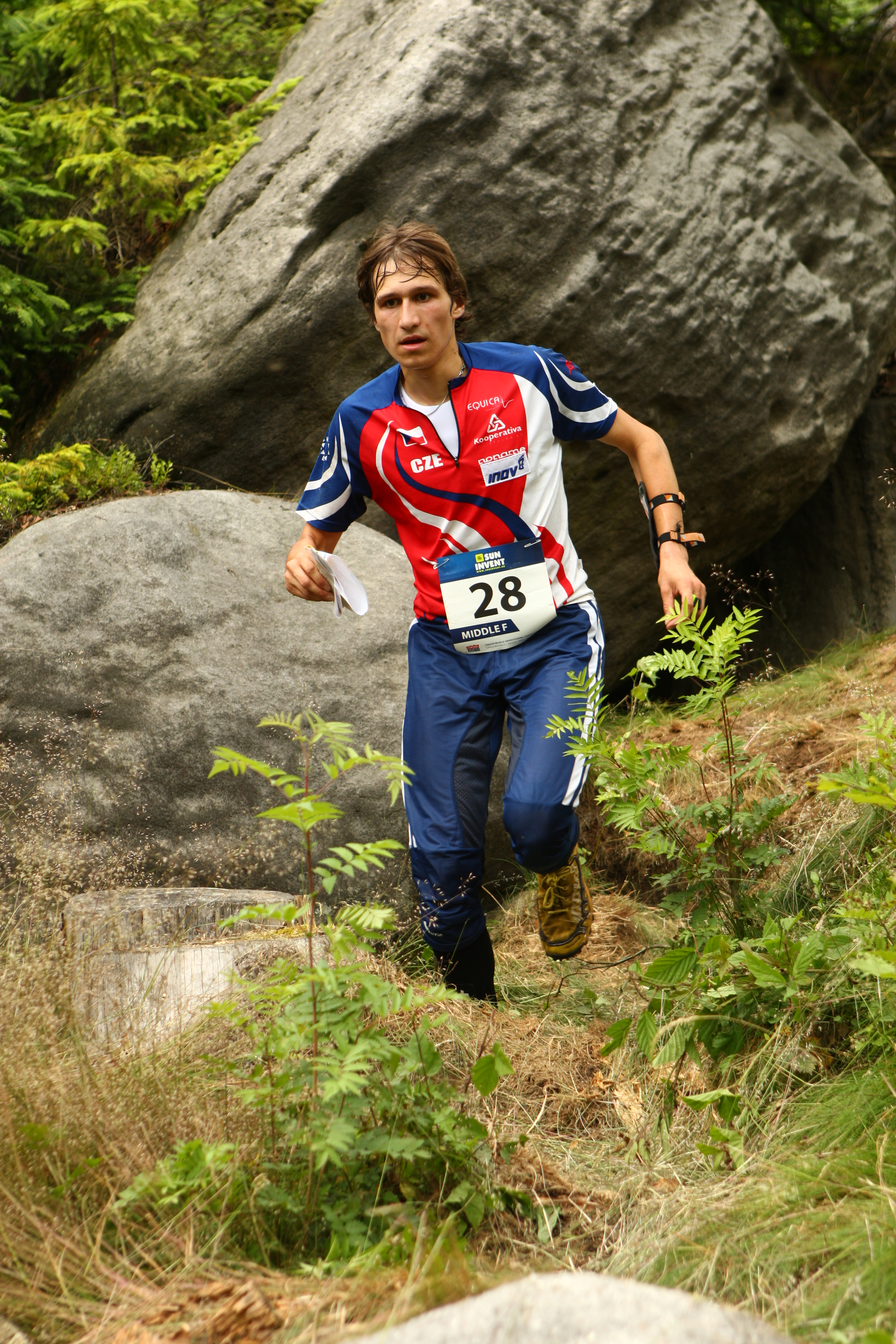
Marek Minář
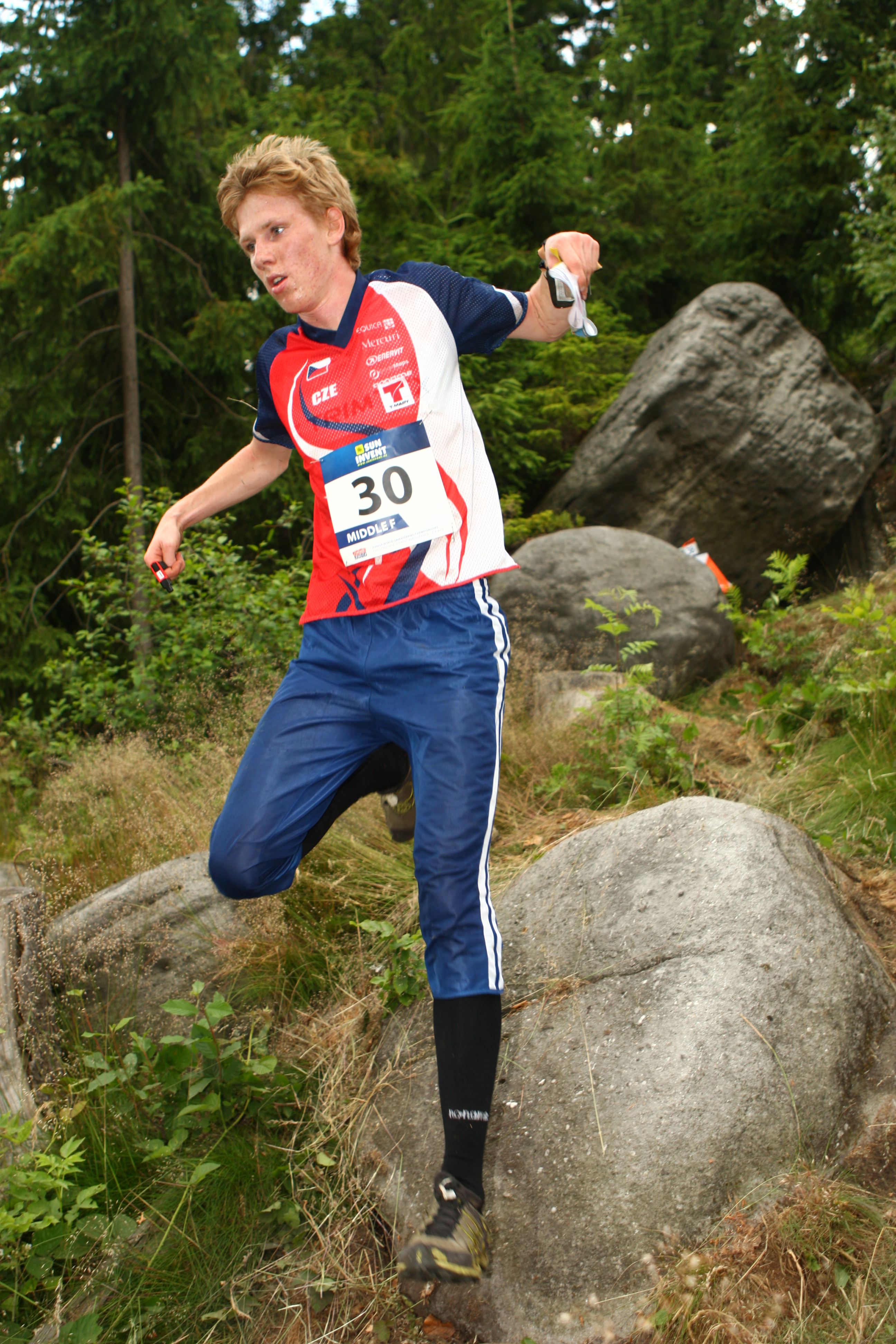
Michal Hubáček
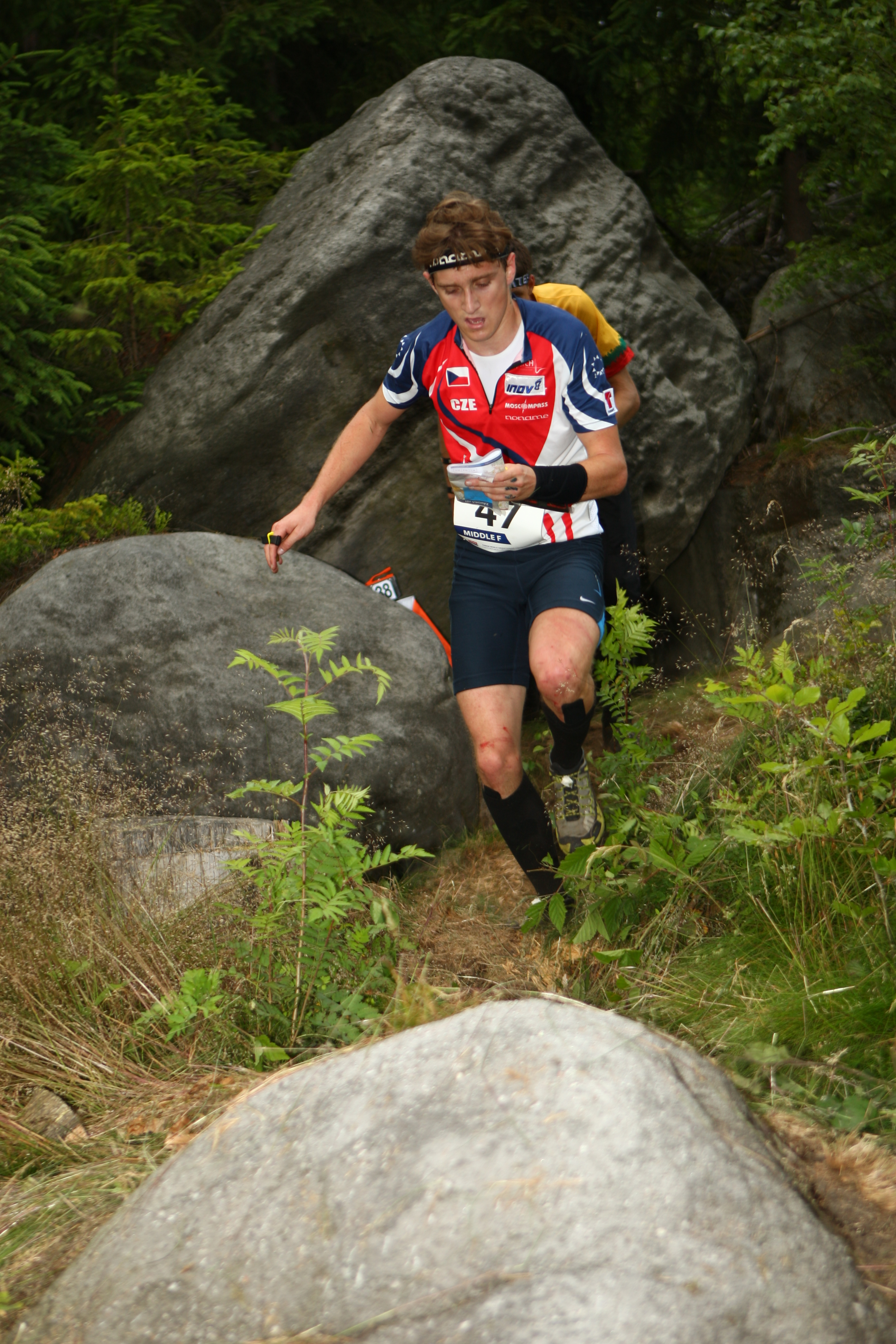
Adam Chloupek
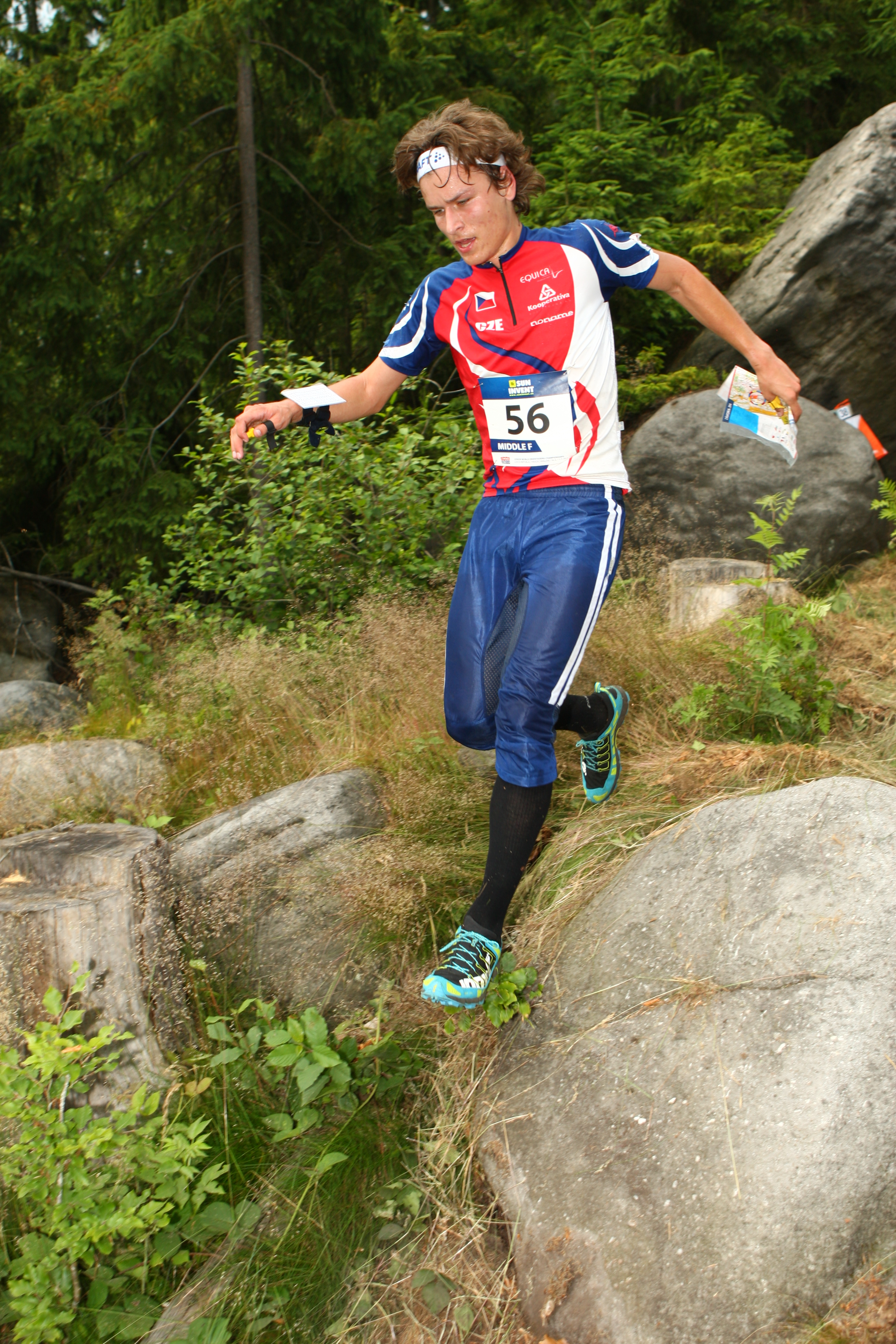
Marek Schuster

#### Sprint

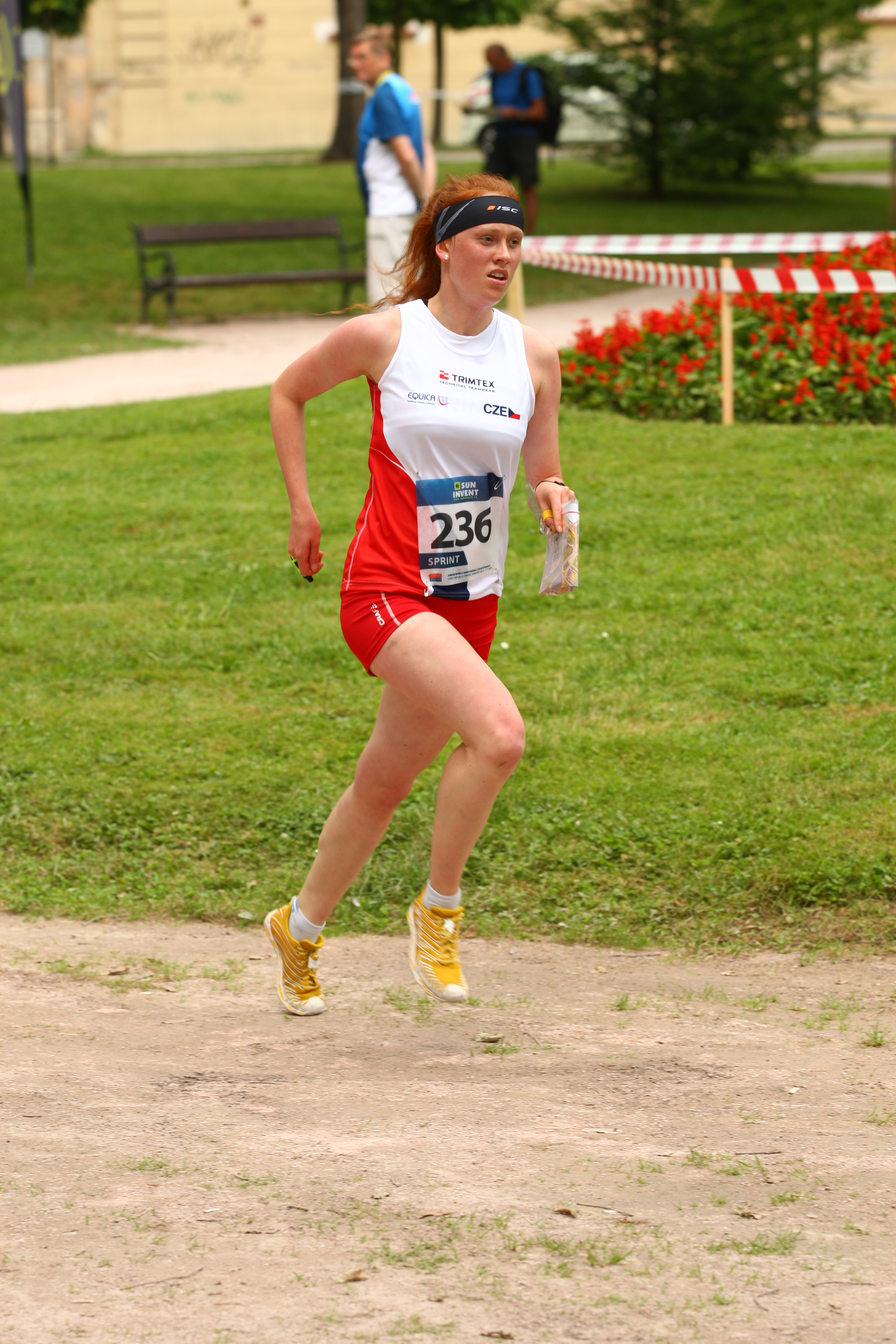
Vendula Horčičková
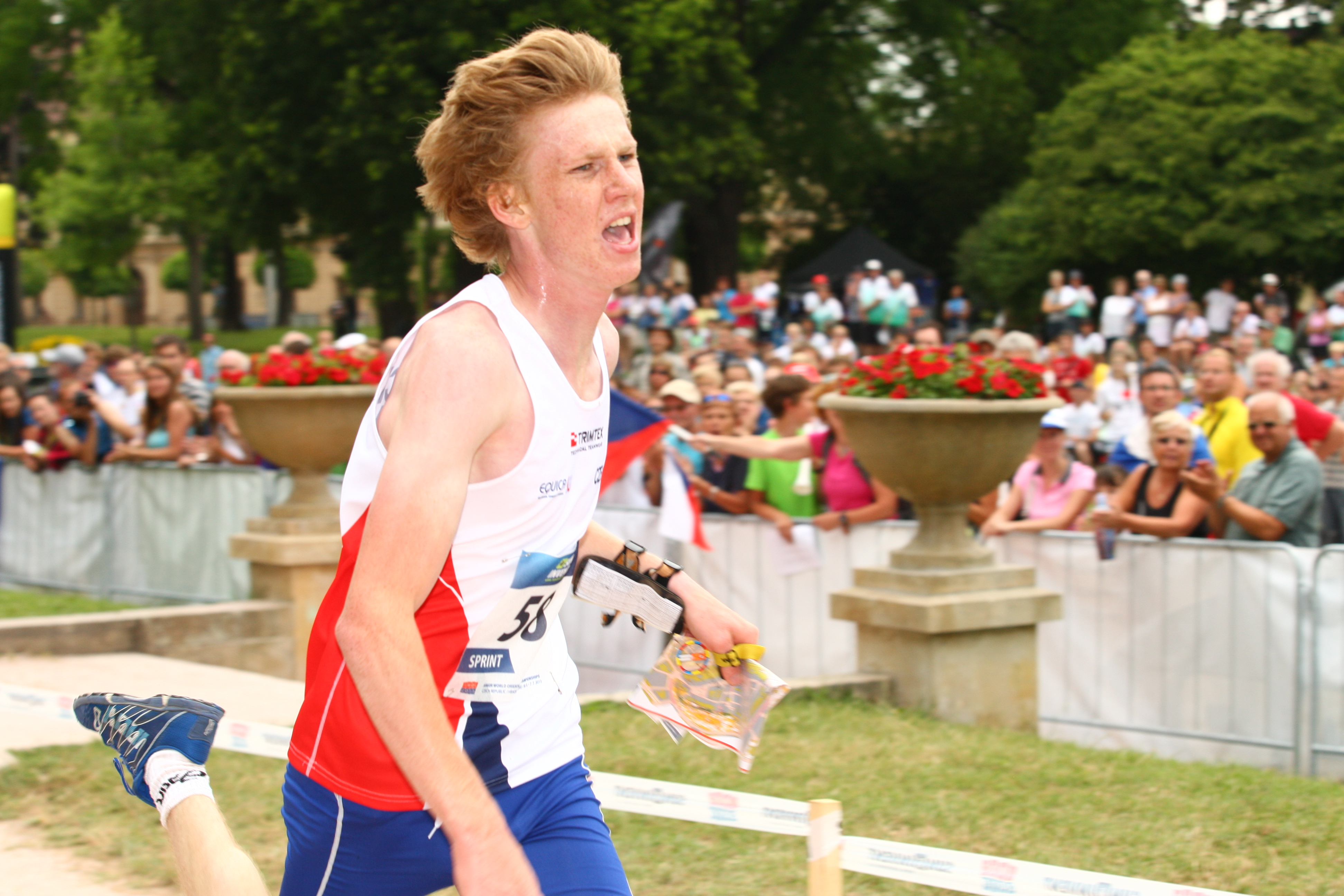
Michal Hubáček

#### Štafety

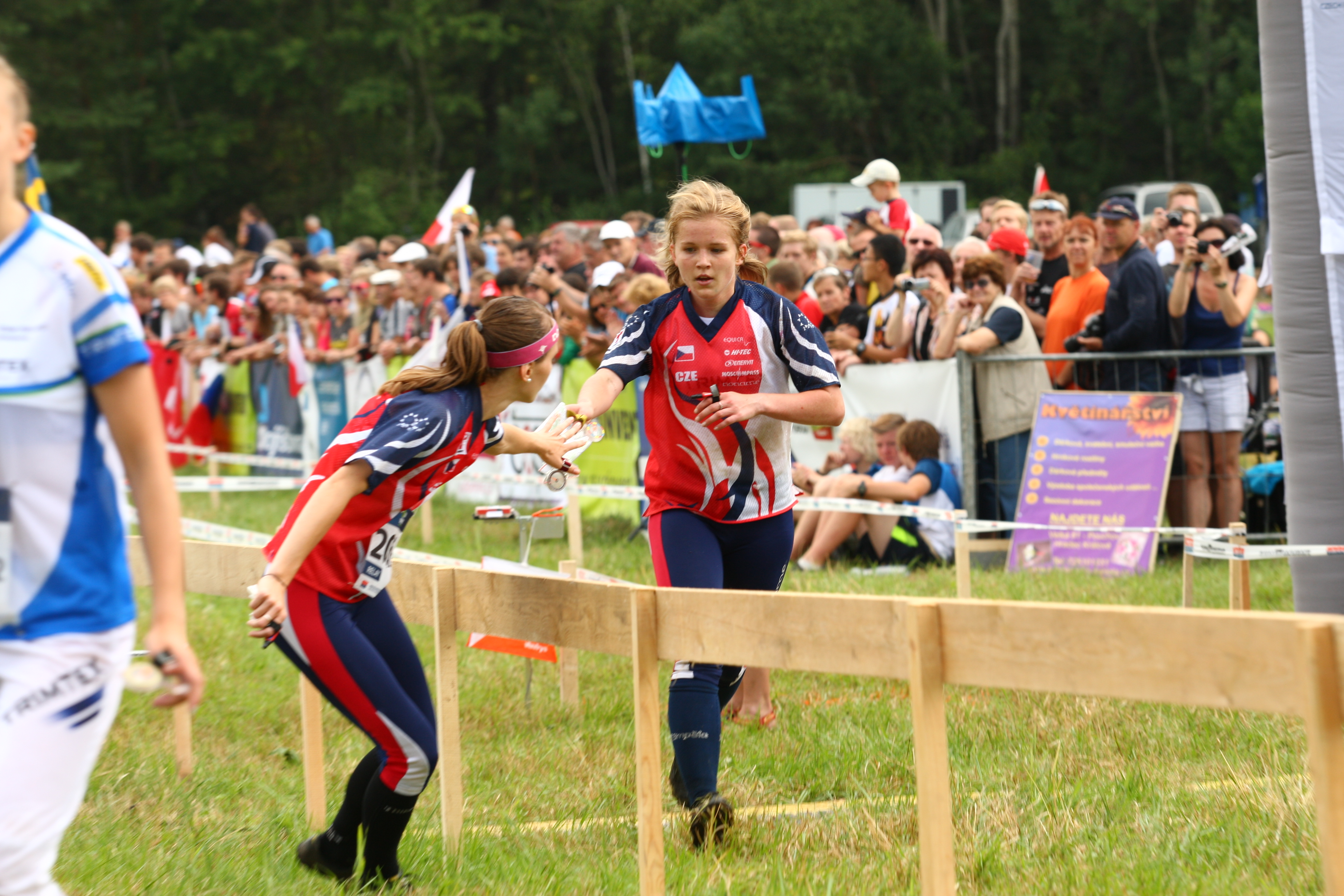
Lenka Knapová
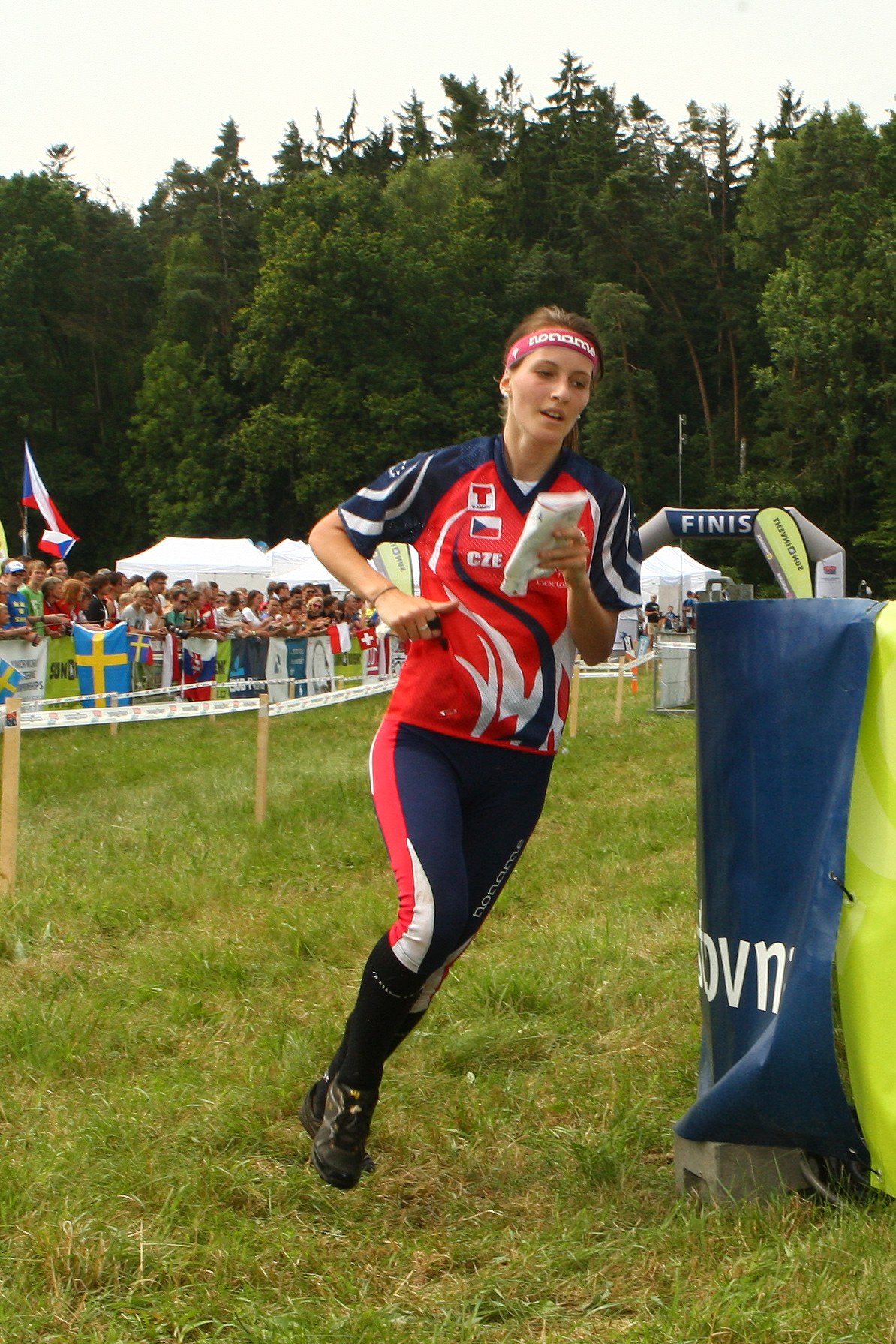
Kateřina Chromá
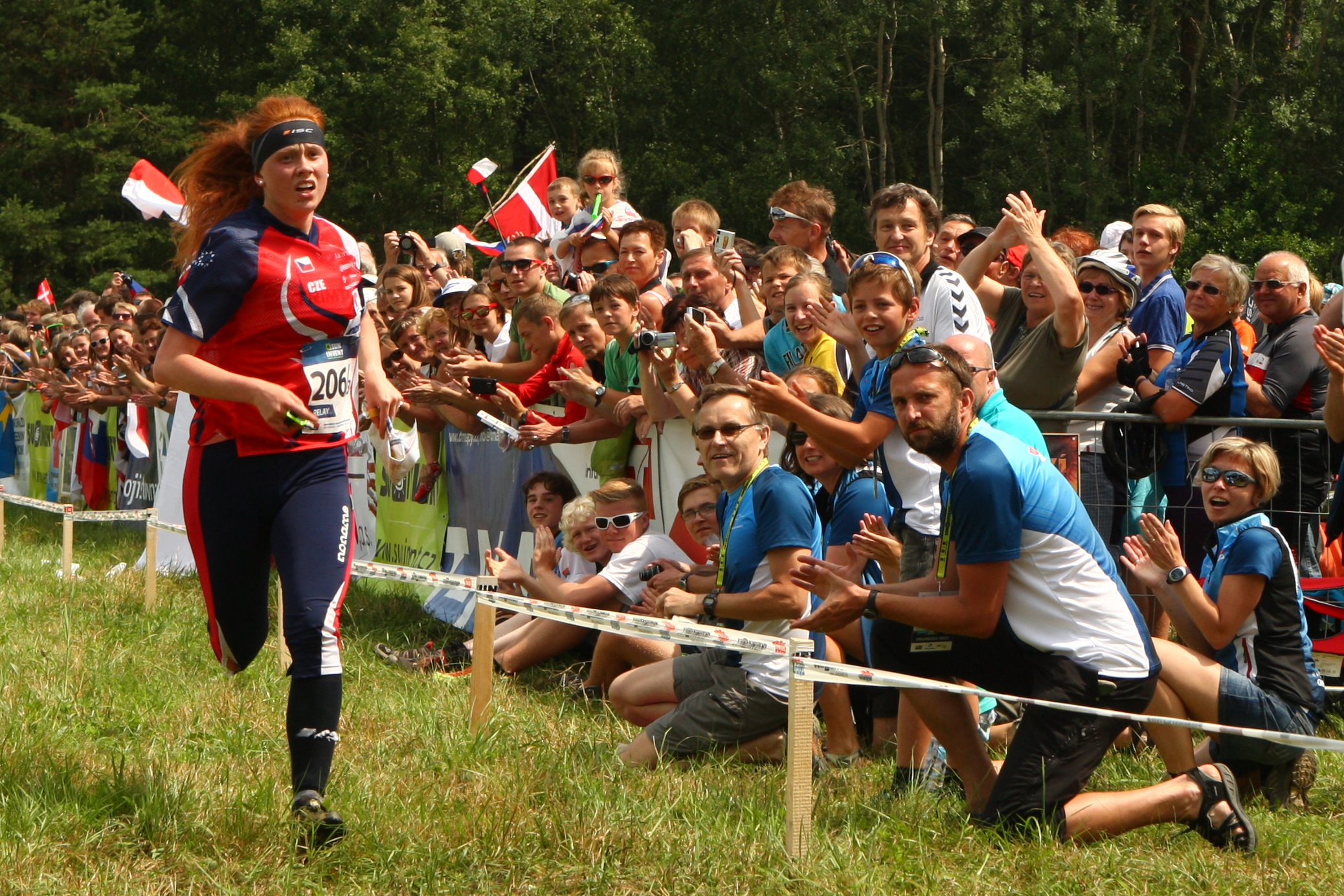
Vendula Horčičková
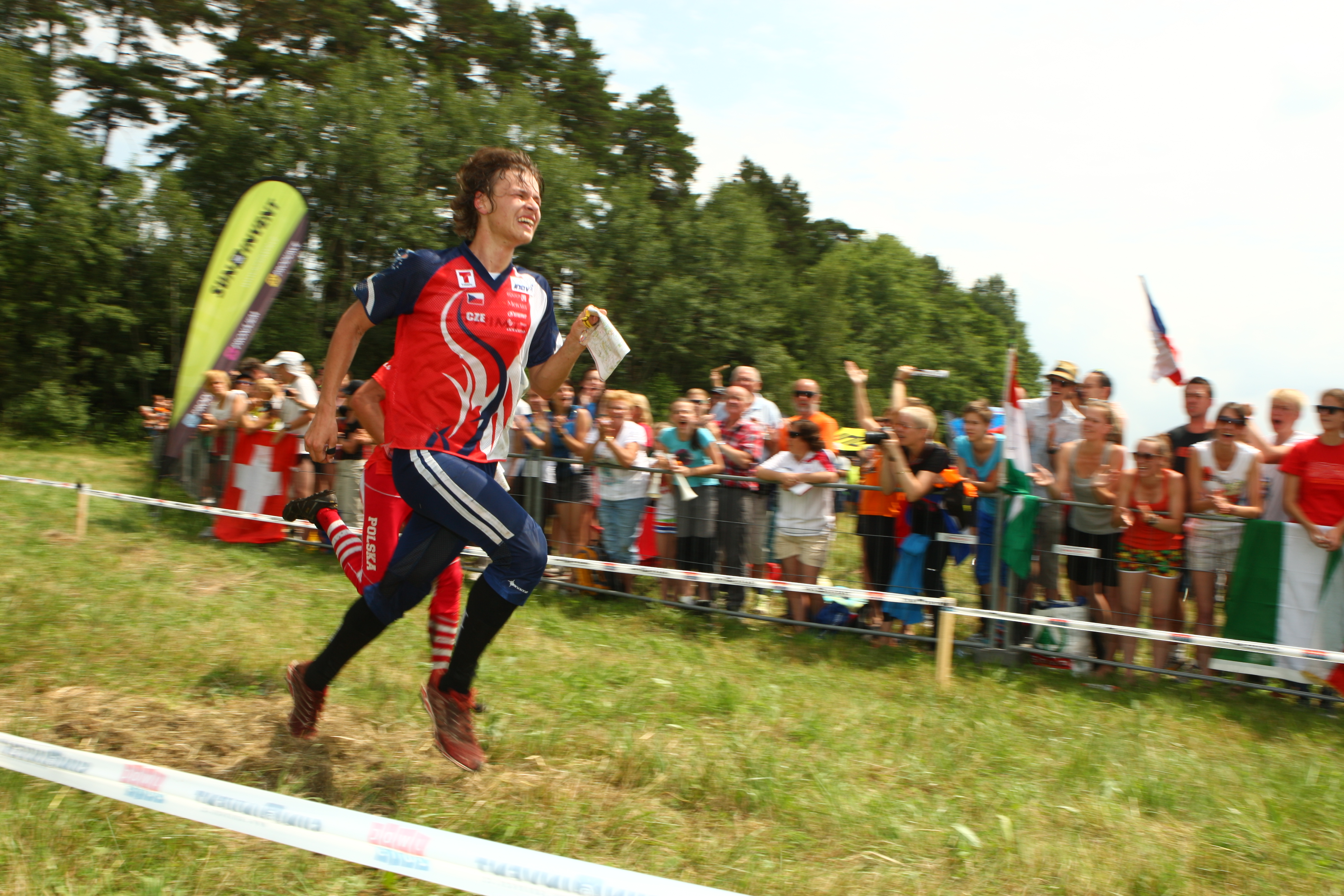
Marek Schuster
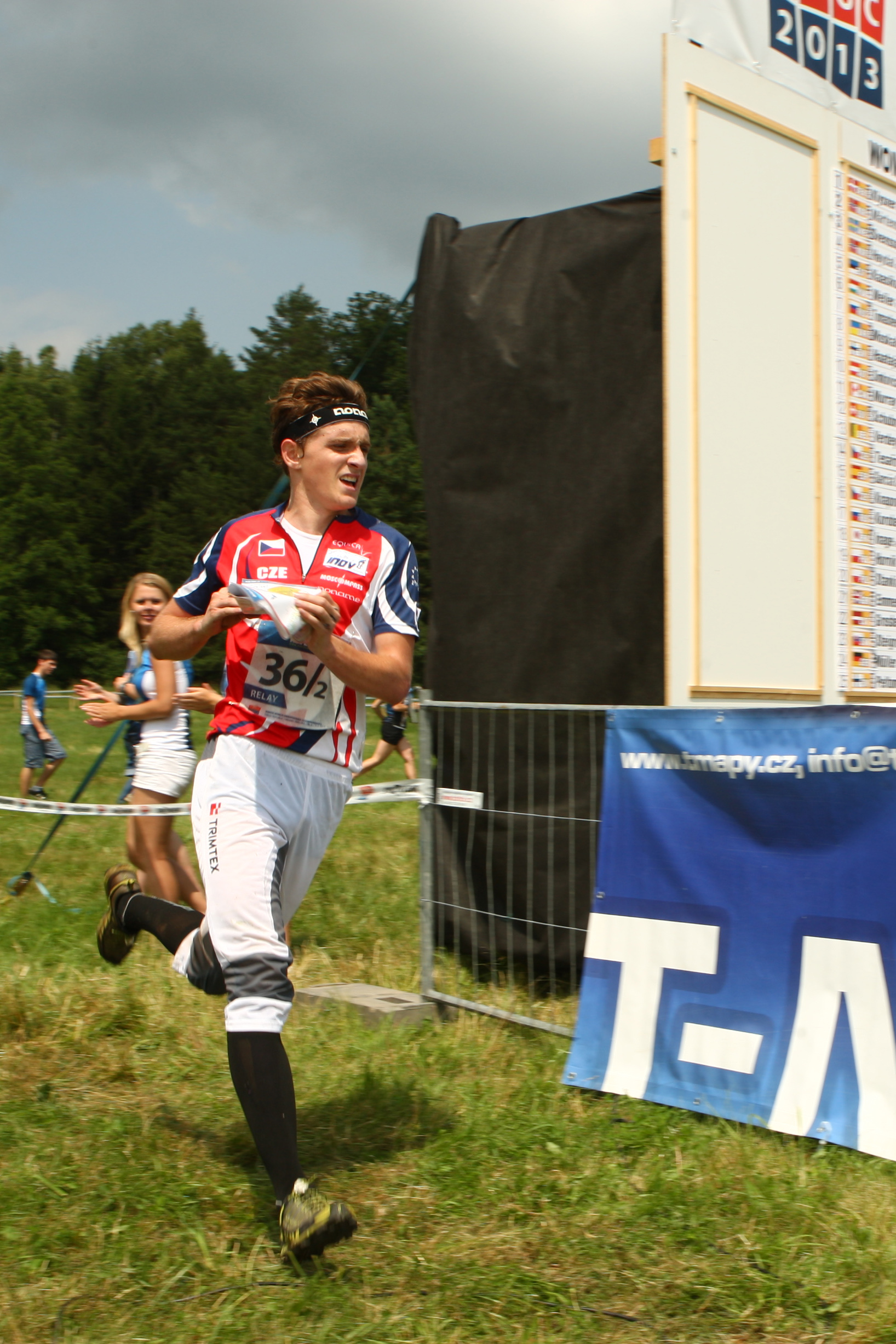
Adam Chloupek
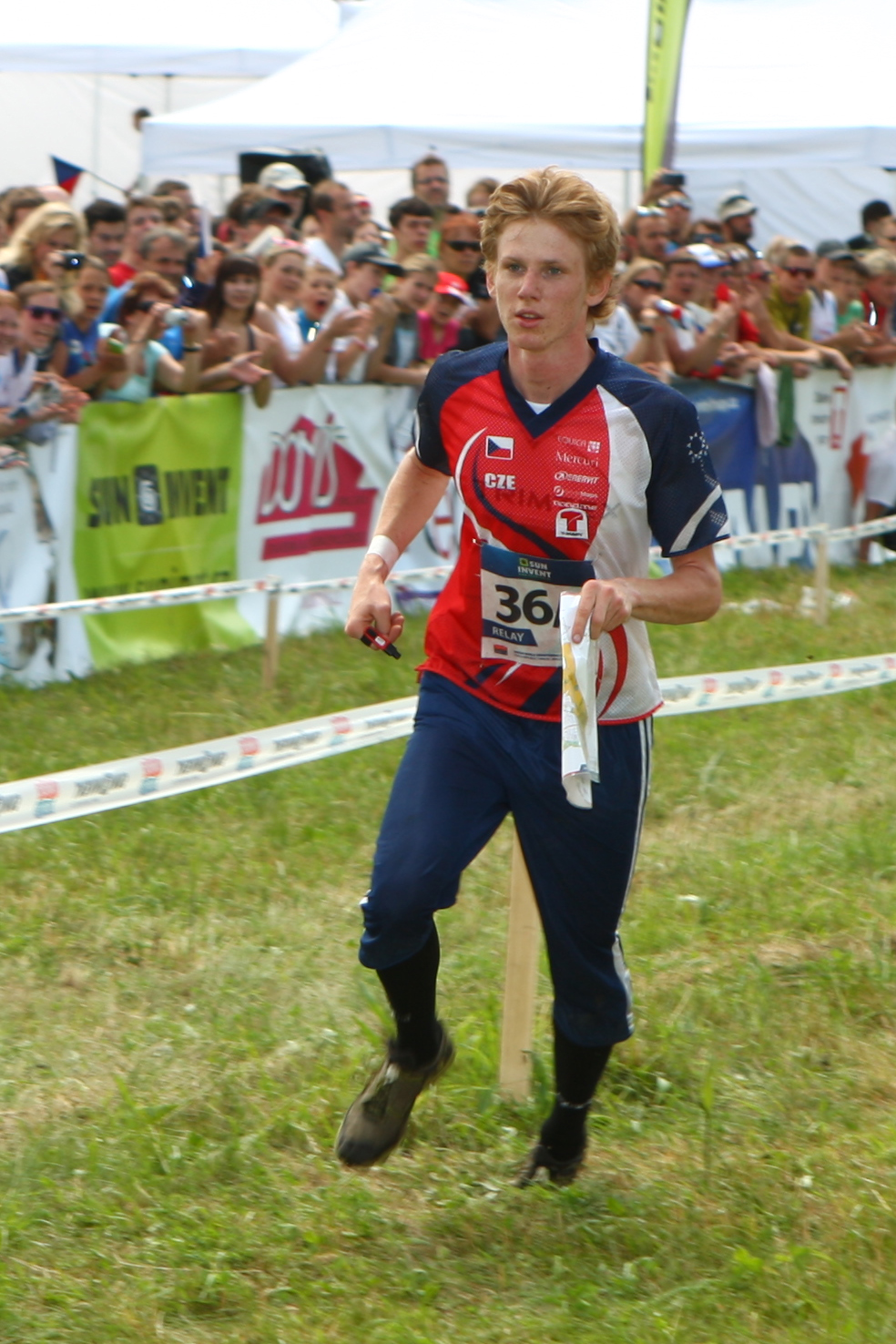
Michal Hubáček
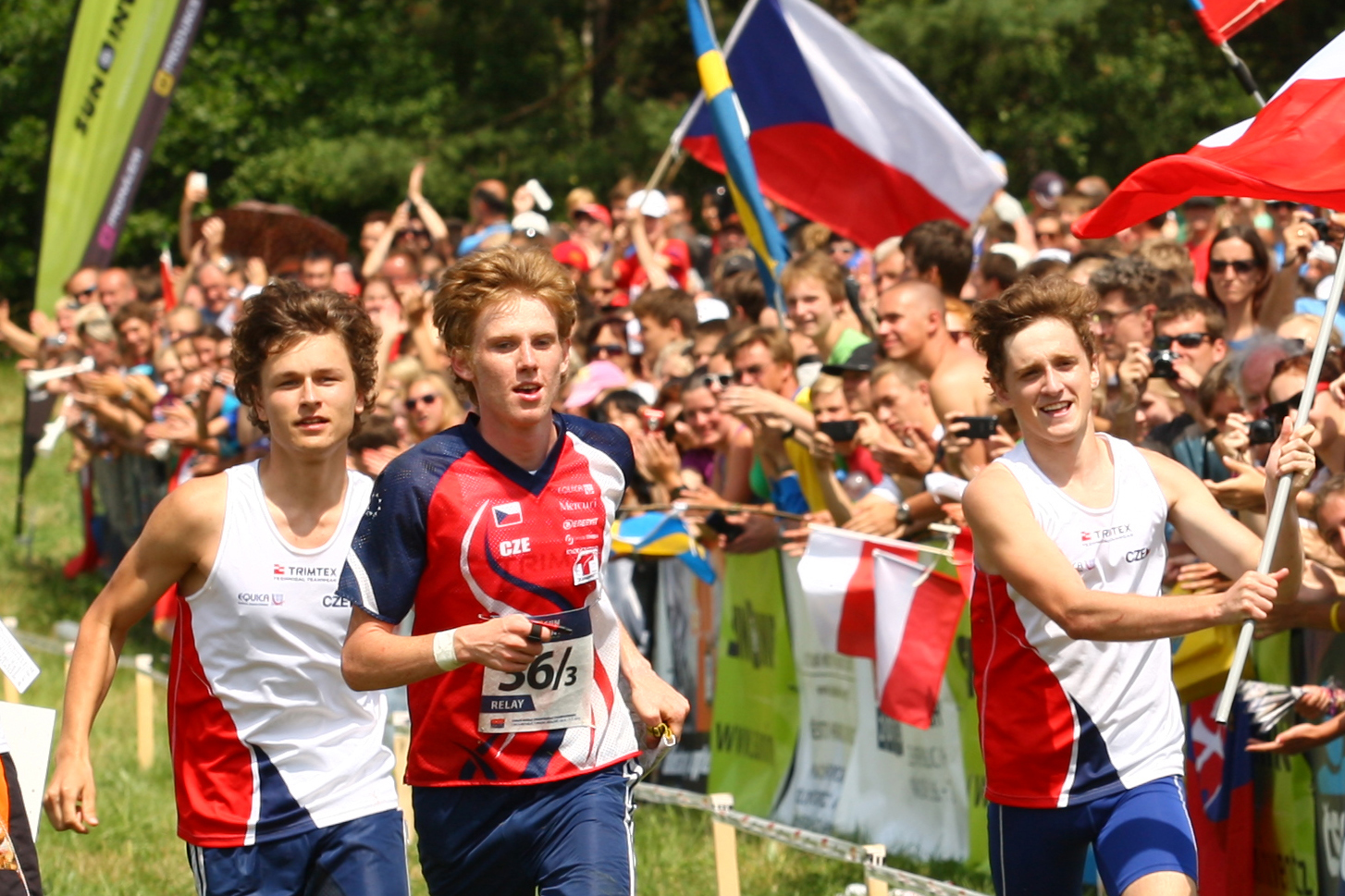
Mužská štafeta